# FC Den Bosch
FC Den Bosch is een club uit het betaald voetbal uit 's-Hertogenbosch die speelt in de Eerste divisie. De club heette eerder ook FC Den Bosch/BVV, FC Den Bosch'67 en BVV Den Bosch. Vanaf 1992 is de naam weer FC Den Bosch. Het stadion van FC Den Bosch bevindt zich tussen de velden van amateurvoetbalclub BVV en multisportcomplex Sportiom.

## Geschiedenis

### Ontstaan
In 1897 werd de voetbalvereniging Wilhelmina opgericht en tien jaar later ontstond in 's-Hertogenbosch de volksclub NOAD. NOAD veranderde de naam in BVV, om de verwarring met het Tilburgse NOAD te voorkomen. BVV (Bossche Voetbal Vereniging) groeide in het midden van de twintigste eeuw uit tot een nationale topclub, die een paar keer net naast de titel greep, maar in 1948 toch landskampioen werd. Opvallend detail is, dat BVV in die succesjaren niet in 's-Hertogenbosch haar thuiswedstrijden speelde, maar op Heidelust in het nabijgelegen Vught.
Het door de stad luid bejubelde kampioenschap in 1948 spoorde de gemeente 's-Hertogenbosch aan om voor BVV binnen de gemeentegrenzen een nieuw groot stadion te bouwen. In 1951 werd Stadion De Vliert geopend, op dat moment met zijn capaciteit van 30.000 toeschouwers na Stadion Feijenoord en het Olympisch Stadion het derde stadion van Nederland. Met BVV ging het in De Vliert echter niet goed. In 1954 werd het betaald voetbal in Nederland ingevoerd, maar BVV speelde slechts kort op het hoogste niveau. Het degradeerde in 1958 na een omkoopaffaire uit de eredivisie en zakte vervolgens snel af naar de Tweede divisie, waarin stadgenoot Wilhelmina maar net het hoofd boven water kon houden.
Twee betaaldvoetbalclubs in een stad als 's-Hertogenbosch was volgens de lokale overheid zinloos en die stuurde dan ook aan op een fusie. Wilhelmina wilde op eigen kracht verder, maar BVV besloot vrijwillig naar het amateurvoetbal af te dalen. Een nieuwe stichting, FC Den Bosch, ging met de proflicentie van BVV in 1965 verder. Een jaar speelde de nieuwe club samen met Wilhelmina in de tweede divisie. Een jaar later besloot ook Wilhelmina zich aan te sluiten bij FC Den Bosch, dat toen zijn officiële naam FC Den Bosch '67 kreeg. Wilhelmina keerde terug naar het amateurvoetbal.
De fusie bleek een goede keuze, want voorzichtig leefde het voetbal in 's-Hertogenbosch weer op. FC Den Bosch '67 kon prima meedraaien en groeide snel uit tot een vaste waarde in de eerste divisie. In het seizoen 1970-1971 droomden veel Bossche voetbalfans drieëntwintig jaar na de landstitel weer van nieuwe topsuccessen, want de club maakte een magisch seizoen door. Er werden slechts twee wedstrijden verloren, het publiek kwam massaal naar de thuiswedstrijden (gemiddeld 10.150) en ver voor het einde van de competitie stond promotie naar de Eredivisie vast. Dat gebeurde echter met een oud elftal waarin de zes dragende spelers allemaal ouder dan 33 jaar waren. Lang duurde het eredivisie-avontuur dan ook niet.
Degradatie volgde al in 1973. Ondanks veel publiek en een paar opmerkelijke voetballers. Zoals de latere international Kees Krijgh, de blonde pijl Dick Beek, de Duitse spits Volker Graul, keeper Hans van der Pluijm en de Braziliaan Roberto Abrussezze. Deze door de fans tot Pietje Pele (naar Appie Happie) gedoopte middenvelder bleek echter ook de grootste miskleun in het bestaan van de club. Abrussezze was op dat moment de duurste aankoop van FC Den Bosch ooit, 150.000 gulden, maar speelde slechts vijfentwintig minuten.
Na de degradatie in 1973 moest 's-Hertogenbosch het weer tien jaar met eerste divisie-voetbal doen. Maar in 1983 volgde weer een nieuwe en grote opleving, die langer duurde: zeven jaar. Sinds de degradatie van 1990 doet FC Den Bosch echter verwoede pogingen FC Volendam naar de kroon te steken als de 'heen en weer' van het betaalde voetbal. Vier promoties werden steeds gevolgd door onmiddellijke degradatie. In het seizoen 2007/08 miste de club nipt rechtstreekse promotie (derde in de eindrangschikking) en volgde snel uitschakeling in de play-offs door FC Zwolle. In 2012 ging het nipt mis tegen Willem II: 0-0 thuis, 2-1 uit. Ook in het seizoen 2018/19 werd er in de play-offs verloren, dit maal van Go Ahead Eagles. Na jaren te hebben ontbroken in de play-offs pakte FC Den Bosch op 4 oktober 2024 de Eerste Periode waardoor ze aan het einde van het seizoen, na zes jaar, weer mee mochten doen aan het toetje van de competitie.
In 2000 is ook nog de vereniging OVH opgegaan in FC Den Bosch. Hiermee kon FC Den Bosch ook actief zijn in het amateurvoetbal. In 2003 is deze tak weer opgeheven. De velden van voorheen OVH werden door FC Den Bosch jarenlang gebruikt als trainings- en opleidingslocatie.

### Hoogtijdagen

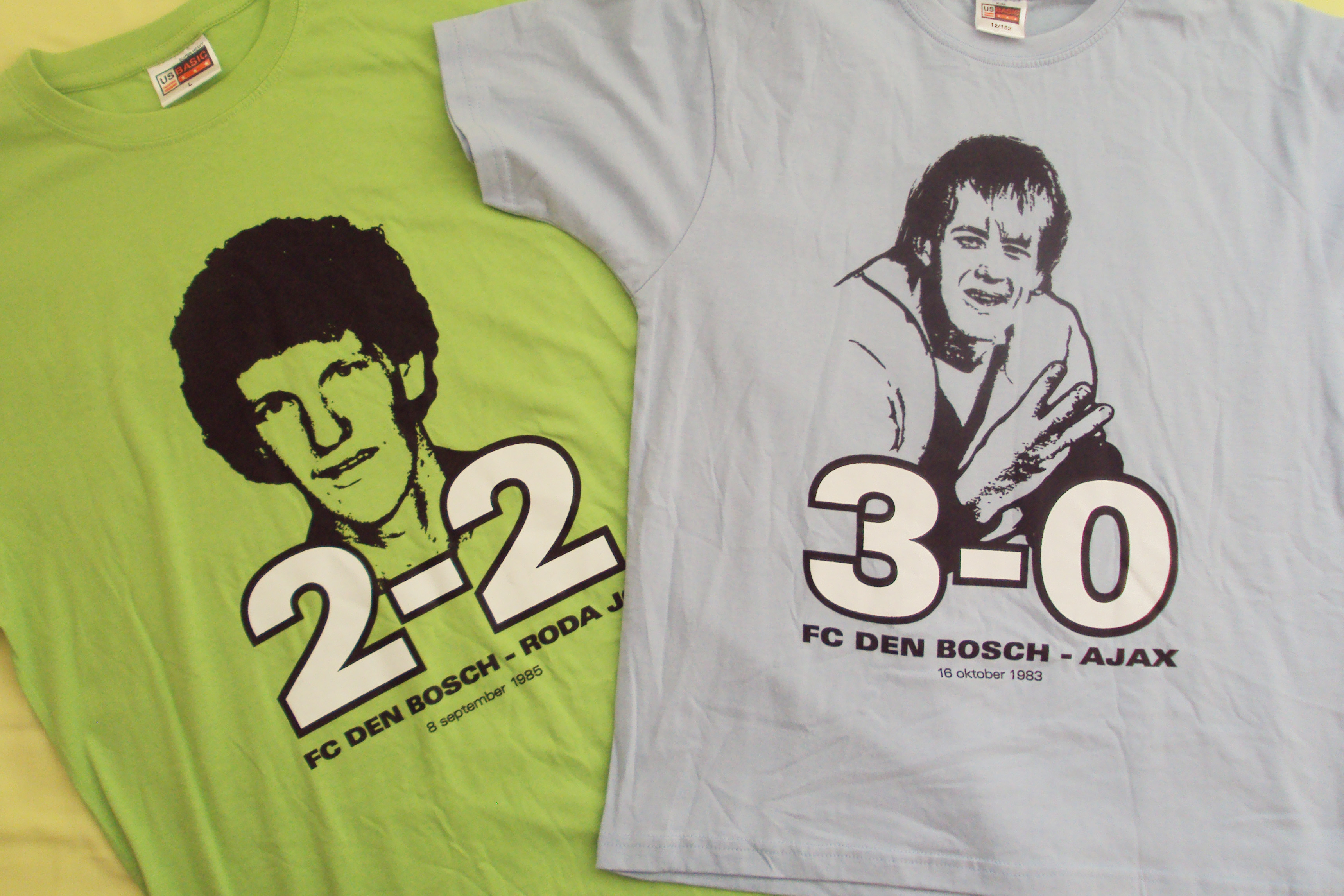
Jan van Grinsven en Wim van der Horst in T-shirt vorm

In 1983 belandde FC Den Bosch via winst in de nacompetitie voor de tweede maal in zijn bestaan in de eredivisie. De tweede missie verliep beter dan de eerste tussen 1971 en 1973. Na een aarzelend begin in het najaar van 1983 kwam al snel de doorbraak met een spectaculaire 3-0-overwinning op AFC Ajax. Middenvelder Wim van der Horst scoorde driemaal. FC Den Bosch kreeg door die ene uitschieter meer zelfvertrouwen, ging meer vrijuit spelen en eindigde dat eerste seizoen op een onverwachte tiende plaats.
Met de oud-internationals Theo de Jong en Rinus Israël als trainers werd FC Den Bosch in de volgende seizoenen een kandidaat voor Europees voetbal. Talenten als Hans Gillhaus, Arnold Scholten, Fred van der Hoorn, Ton Pattinama en de van Heracles overgekomen Hendrie Krüzen braken door. De twee meter lange keeper Jan van Grinsven werd landelijk bekend als penaltykiller van formaat en zelfs internationaal vermaard met een doelpunt in de slotminuut van een duel met Roda JC (2-2) in 1985 waarin de koppositie in de eredivisie op het spel stond.
De tweede stap, naar Europees voetbal, kon de club echter net niet maken. Nadat in de nacompetitie van 1983 en in de twee seizoenen daarna De Vliert regelmatig was volgelopen, raakte het publiek spreekwoordelijk de weg kwijt naar het grote Bossche stadion. Sponsors speelden destijds nog geen grote rol en businessclubs bestonden nog niet. FC Den Bosch kreeg met de dalende publieke belangstelling steeds minder financiële armslag en slaagde er dan ook niet in zijn jonge opmerkelijke talenten vast te houden. Arnold Scholten vertrok naar AFC Ajax. Gillhaus en Krüzen naar PSV. Jos van Herpen naar Feyenoord. Fred van der Hoorn naar Dundee United. Mart van Duren werd verkocht aan FC Groningen,Wim van der Horst en Ton Pattinama naar FC Utrecht. René van Eck naar FC Luzern. Jan van Grinsven naar MVV. De transfersommen konden door de te dure huishouding amper worden aangewend voor goede aankopen.

### Oplevingen
Na de hoogtijdagen volgde in 1990 dan ook degradatie. FC Den Bosch schommelt voortdurend tussen ere- en eerste divisie. De geschiedenis van de vicieuze cirkel aan het einde van de jaren tachtig herhaalt zich, want gebrek aan financiële armslag en een te kleine achterban staat een doorbraak in de weg. De ploeg bracht namelijk wel talenten voort, van wie Ruud van Nistelrooij, Anthony Lurling en Theo Lucius de bekendste zijn. Door de financieel wankele positie van de club vertrokken zij vroeger dan gepland, waardoor FC Den Bosch geen stabiele eredivisieclub kon worden en ook geen hoge transfersommen voor zijn toptalenten inde. Van Nistelrooij vertrok bijvoorbeeld in 1998 voor iets meer dan ƒ1.000.000 naar sc Heerenveen. Een jaar later voor ƒ12.000.000 van sc Heerenveen naar PSV. Het was lange tijd FC Den Bosch' duurste uitgaande transfer ooit. Tot dinsdag 31 augustus 2021. Toen werd Ringo Meerveld voor €750.000 verkocht aan Willem II
In 1999, 2001 en 2004 wist de club nog kampioen van de Eerste Divisie te worden. Echter keerde ze steeds na een jaar, in 2000 en 2005 rechtstreeks en in 2002 via de nacompetitie, weer terug naar de Eerste Divisie. Sindsdien wist FC Den Bosch niet meer naar de Eredivisie te promoveren.

### Overname
Na magere jaren in de eerste divisie werd de club in 2018 overgenomen door een jonge Georgiër, Kakhi Jordania, zoon van de eigenaar van voetbalclub Vitesse, Merab Jordania. Het elftal werd met verschillende buitenlandse spelers versterkt en moet gaan meestrijden om promotie naar de eredivisie. Jordania maakte in november 2018 bekend dat Den Bosch voornemens is om in de zomer van 2019 over te stappen op natuurgras en daarmee afscheid te nemen van het kunstgras in De Vliert. Dit plan kon echter weer de koelkast in, omdat de overname medio eind juni nog steeds niet door de KNVB was goedgekeurd. Op donderdag 18 juli kwam het definitieve bericht dat de KNVB de overname van aandelen door Kakhi Jordania niet goedkeurt.
Het afkeuren van de overname was de directe aanleiding voor Jordania om een bodemprocedure te starten tegen de club. Jordania eist twee miljoen euro. FC Den Bosch daarentegen meent juist nog recht te hebben op enkele tonnen van Jordania. De zaak wordt op 9 maart 2021 worden voorgeleid voor de Bossche rechtbank. In een eerdere rechtszaak werd FC Den Bosch op alle punten in het gelijk gesteld. Op 9 juni 2021 deed de rechtbank uitspraak in de zaak. FC Den Bosch dient Jordania €240.000,- terug te betalen. Een veel lager bedrag dan wat de zakenman eiste. Daar komt bij dat FC Den Bosch recht heeft op een schadevergoeding. Dat bedrag wordt op een later moment bepaald en zal naar alle waarschijnlijkheid het te betalen bedrag overstijgen. Op woensdag 3 november 2021 maakte FC Den Bosch bekend dat het in beroep gaat tegen de uitspraak. Hiermee hoopt de club dat het mogelijk wordt dat het te betalen bedrag kan worden verrekend met de schade, het door Jordania te betalen bedrag, die door de club is geleden.
Begin 2021 meldden ondernemer Ebert Dollevoet en oud-profvoetballer Wesley Sneijder zich als potentiële investeerders bij Den Bosch. Begin februari 2021 bleken zich inmiddels meerdere gegadigden gemeld te hebben, waaronder Pacific Media Group uit de Verenigde Staten van Paul Conway en de Chinees-Amerikaanse miljardair Chien Lee, dat een concreet plan kan overleggen. Zij hebben ook een meerderheidsbelang bij Barnsley FC, FC Thun, KV Oostende, AS Nancy en Esbjerg fB. Op vrijdag 23 juli 2021 maakte FC Den Bosch bekend dat Pacific Media Group niet alleen een meerderheidsbelang binnen FC Den Bosch krijgt. Samen met de eveneens Amerikaanse Partners Path Capital, Randy Frankel, Chien Lee en Krishen Sud bezitten zij vanaf heden meer dan 50% van de aandelen. De bestaande aandeelhouders, voornamelijk lokale investeerders, hebben zich verenigd in de BV Forza FC Den Bosch. Het gouden prioriteitsaandeel, waarmee onder andere de naam, clubkleuren, clubcultuur en vestigingsplaats gewaarborgd zijn, blijft eigendom van Stichting Behoud Betaald Voetbal ’s-Hertogenbosch. De club kreeg op 31 augustus 2021 groen licht van de KNVB voor de overname.
Op 28 maart 2024 maakte FC Den Bosch bekend dat PMG hun aandelen zal overdragen aan vier nieuwe partijen. Op 10 april 2024 werd bekend dat dit gaat om vier Chinezen: Eric Li Ying, Eddie Tao en twee op de achtergrond opererende 'angel investors', tezamen Bridge Football Group. Zij krijgen allen minder dan 25% van de aandelen in handen, waardoor de overname niet door de KNVB goedgekeurd hoefde te worden. Deze investeerder hebben ook aandelen bij de Chinese club Shaanxi Union FC. Sinds mei 2025 behoort ook het Italiaanse FC Pro Vercelli tot de Bridge Football Group.

## Erelijst
- Nederlands landskampioenschap

1948
- Verliezend bekerfinalist

1991
- Kampioen Eerste divisie

1971, 1999, 2001, 2004
- Play-offwinnaar

1983, 1992

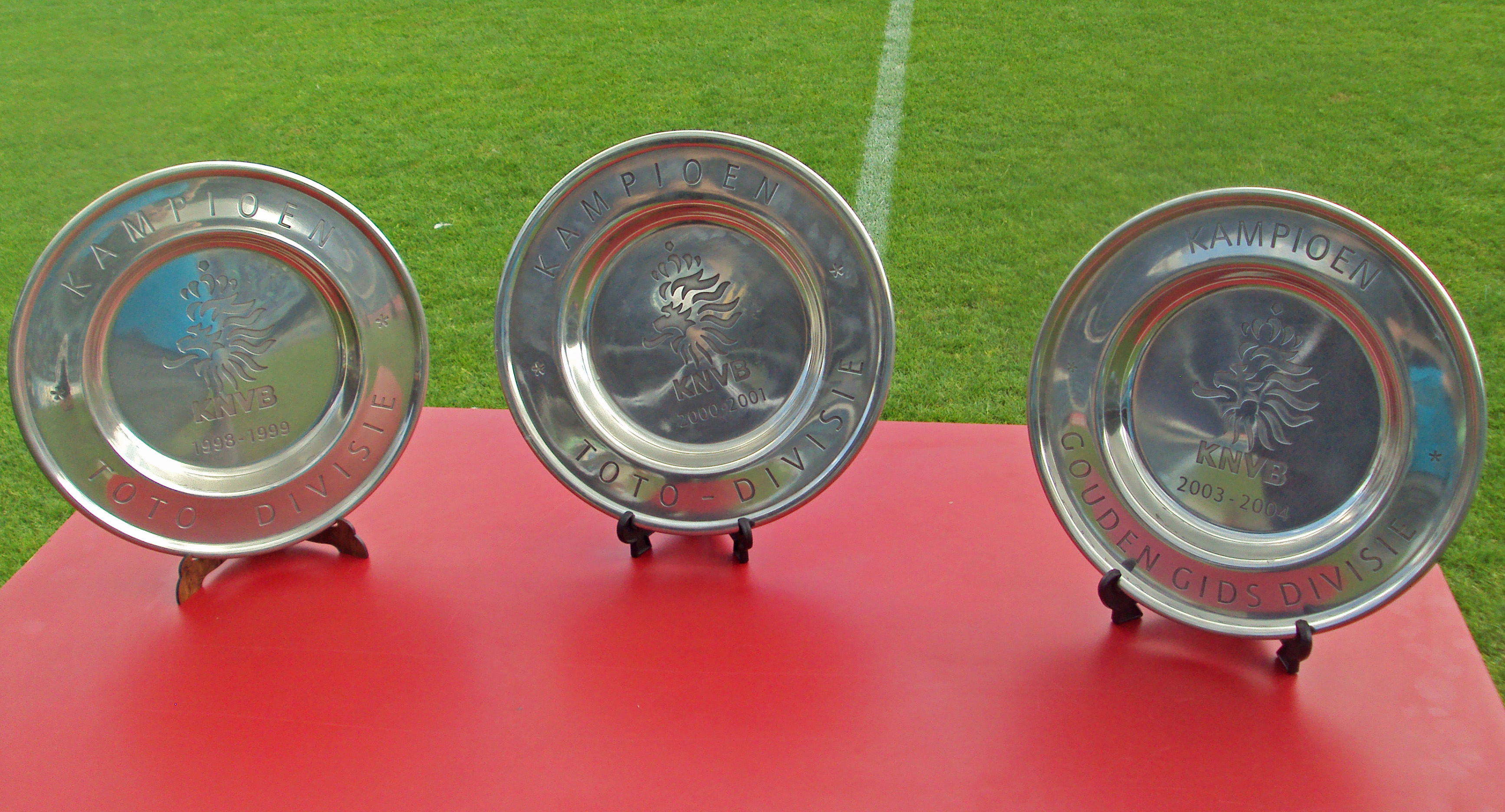

- Deelnemer Play-off voor promotie naar Eredivisie

1981, 1983, 1992, 1996, 1998, 2003, 2007, 2008, 2010, 2011, 2012, 2014, 2019, 2025
- Kampioen Tweede divisie B

1966

## Clubcultuur

### Supporters

#### Toeschouwersaantallen
| 3521 |

| 1334 |

| 2007 |

| 3231 |

| 1626 |

| 1198 |

| 2735 |

| 2034 |

| 2405 |

| 3245 |

| 4240 |

| 3330 |

| 5190 |

| 3919 |

| 3701 |

| 5790 |

| 3388 |

| 3800 |

| 4000 |

| 3900 |

| 4000 |

| 4150 |

| 4050 |

| 3950 |

| 3750 |

| 3250 |

| 3000 |

| 2850 |

| 2790 |

| 3790 |

| 2941 |

| 3337 |

| 4164 |

| 4865 |

| 5722 |

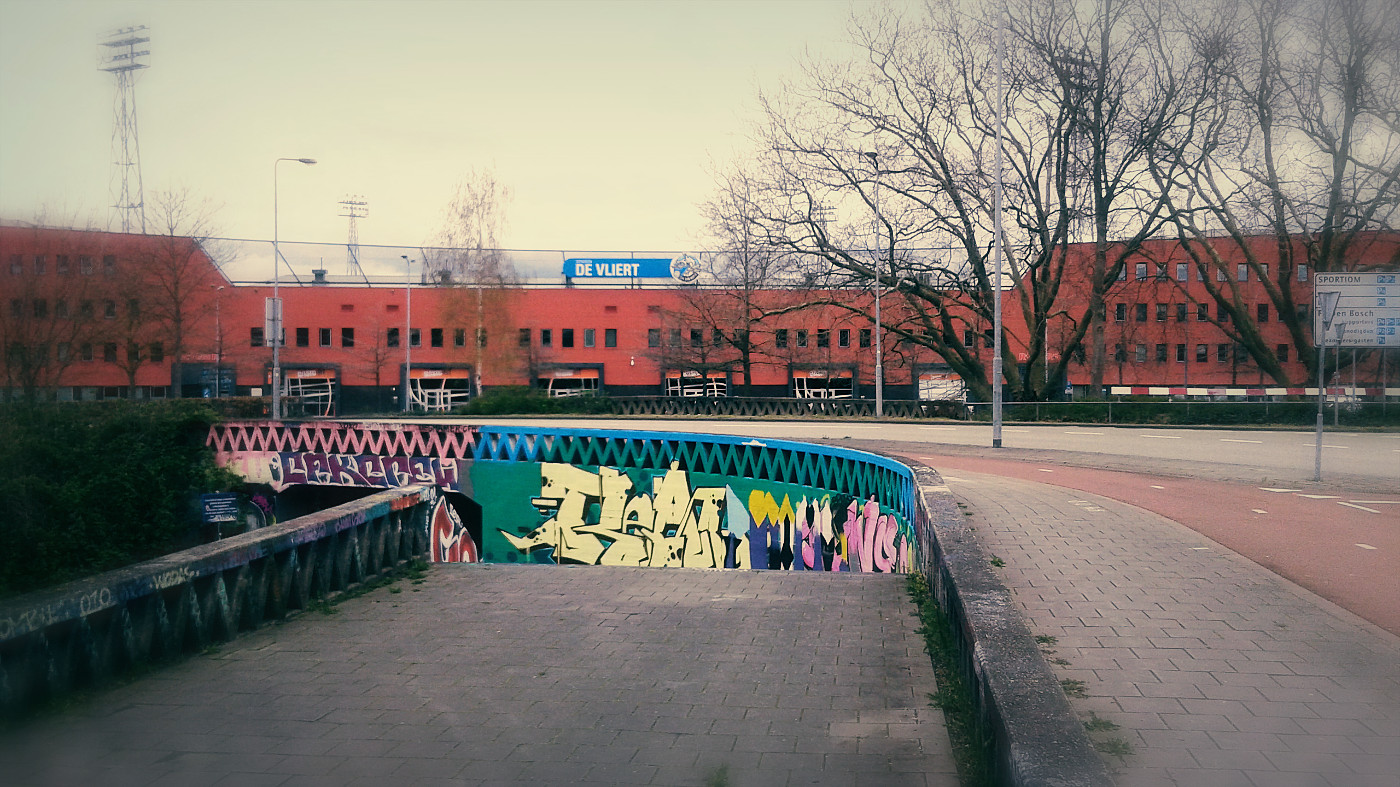
Zicht op Stadion De Vliert

In het huidige stadion de Vliert is plaats voor 6.936 personen. Voor de verbouwing werden in het oude stadion (capaciteit 30.000) de wedstrijden bezocht door duizenden toeschouwers. Zo vestigde de ploeg in de nacompetitie van 1983 twee nog steeds bestaande eerste divisie-records. In de drie thuiswedstrijden passeerden 60.000 mensen de kassa's. Het duel met MVV in die nacompetitie werd door 24.875 toeschouwers bijgewoond. De meeste toeschouwers per seizoen trok FC Den Bosch begin jaren 70. In de jaargang 1971/72 kwamen er in de Eredivisie per wedstrijd gemiddeld 11.870 toeschouwers naar De Vliert.
In tegenstelling tot clubs in vergelijkbare steden als Arnhem, Nijmegen, Breda en Tilburg had FC Den Bosch grote moeite buiten de vaste supporterskern bezoekers naar het stadion te trekken. Het gemiddelde toeschouwersaantal in het seizoen 2010/11 bedroeg 4.150 per wedstrijd. Ook in de Eredivisie was FC Den Bosch geen publiekstrekker. Typerend voor het aantal toeschouwers was dat ook aantal verkochte seizoenkaarten jaren relatief laag bleef.
Anderhalve week voor de start van het seizoen 2021/22 was FC Den Bosch echter wel op weg naar een record aantal seizoenskaarten voor de club. Waar in de Eerste Divisie het aantal verkochten kaarten altijd rond de 1.000 bleef hangen, was de verkoop toen al opgelopen naar het dubbele hier van. Vier dagen voor de start van het seizoen 2022/23 was dit record al weer verbroken, toen de club bijna 2.100 seizoenskaarten had verkocht. Op 12 augustus 2024 maakte FC Den Bosch bekend dat al 2.500 mensen, wederom een record, hun seizoenskaart hebben verlengd. Ook het gemiddelde toeschouwers aantal is gegroeid. In het seizoen 2023/24 kwamen er gemiddeld 4.865 toeschouwers naar Stadion De Vliert. Sinds de groei van het aantal toeschouwers is Stadion De Vliert ook enkele keren uitverkocht geweest. In het seizoen 2024/25 trok de club gemiddeld 5.722 toeschouwers. Een aantal dat bijna gelijk is aan dat van het laatste seizoen, 2004/05, in de Eredivisie. Half augustus 2025 had FC Den Bosch a 3.000 seizoenskaarten verkocht.

### Bosschenaar van het Jaar
| Seizoen | Naam                |
| ------- | ------------------- |
| 2007/08 | Koen van der Biezen |
| 2008/09 | Samuel Scheimann    |
| 2009/10 | Steef Nieuwendaal   |
| 2010/11 | John Verhoek        |
| 2011/12 | Kevin Begois        |
| 2012/13 | Ralf Seuntjens      |
| 2013/14 | Barry Maguire       |
| 2014/15 | Moreno Rutten       |
| 2015/16 | Kees Heemskerk      |
| 2016/17 | Geen uitreiking     |
| 2017/18 | Geen uitreiking     |
| 2018/19 | Geen uitreiking     |
| 2019/20 | Danny Verbeek       |
| 2020/21 | Geen uitreiking     |
| 2021/22 | Geen uitreiking     |
| 2022/23 | Geen uitreiking     |
| 2023/24 | Kacper Kostorz      |
| 2024/25 | Mees Laros          |

### Tenue
Overzicht van enkele tenues van FC Den Bosch sinds de oprichting van de club:
| Jaren 60 | 1970-1976 | 1990-1995 | 2007-2009 | 2012-2013 | 2013-2014 | 2015-2016 |

| 2016-2017 | 2017-2018 | 2020-2021 | 2021-2022 | 2022-2023 | 2023-2024 | 2024-2025 |

| Carnaval 2023 | Carnaval 2024 | Carnaval 2025 |

### Mascotte
Bozzie is de officiële mascotte van FC Den Bosch. Bozzie is, sinds november 2024, een blauwe draak en draagt altijd het Bossche clubtenue. Hij is ontstaan als speling op de draak in het logo van FC Den Bosch. De club heeft dan ook wel de bijnaam Blue White Dragons. De mascotte is speciaal ontworpen voor de kidsclub van de voetbalvereniging; Junior Dragons en Teenage Dragons geheten. Bozzie staat bij thuiswedstrijden van de club langs de lijn om de voetballers aan te moedigen en het publiek te entertainen. Ook brengt hij regelmatig bezoekjes aan de trainingen van de jeugd. Bozzie heeft tevens een eigen merchandise en is terug te vinden in het logo van de kidsclub van FC Den Bosch. Tot november 2024 was Bozzie groen. Om de kidsclub nieuw leven in te blazen is de mascotte gemoderniseerd.
De clubkleuren van FC Den Bosch zijn blauw en wit. Ook heeft de club lang in het zwart-wit gespeeld. Het logo van de club toont een draak, als verwijzing naar de onneembare vesting die de tussen moerassen gelegen stad in de Tachtigjarige Oorlog lange tijd was en haar de bijnaam Moerasdraak opleverde.

## Sponsoren
Shirtsponsor
- 1983-1990 Panasonic
- 1990-1993 Skala
- 1993-1994 Rudy v.d. Zande
- 1994-1995 VKS
- 1995-1998 Schouten & Nelissen
- 1998-2000 ECCO
- 2000-2002 Holland Office Group
- 2002-2003 (wedstrijdsponsoren)
- 2003-2006 ISBW Opleiding & Training
- 2006-2007 PBO Bouw & Vastgoed
- 2007-2010 BrainWash
- 0000-2011 Allesismogelijk.nl
- 2011-2014 Toshiba
- 2014-2017 Van Wanrooy Bouw & Ontwikkeling
- 2017-2018 Van der Ven
- 2018-2019 Grand Casino Nuland
- 2019-2021 Timmermans Infra BV
- 2021-2022 Amacom
- 0000-2022 Boelens de Gruyter
- 2022-2024 D-reizen
- 2024-2025 RD Dubai[39]
- 2025-0000 Sanitairwinkel

Kledingsponsor
- 1984-1990 Adidas[40]
- 1990-1994 Heijzoo
- 1994-1996 Beltona
- 1996-1998 Uhlsport
- 1998-2002 Cruyff Sports
- 2002-2007 JAKO
- 2007-2010 Patrick
- 2010-2011 Since 1967 (eigen beheer)
- 2011-2017 Macron
- 2017-2021 Masita
- 2021-2025 Robey[41]
- 2025-0000 Fourteen

Stadionsponsor
- 1998-2003 ECCO
- 2012-2015 BrainWash
- 2015-2017 Timmermans Infra BV

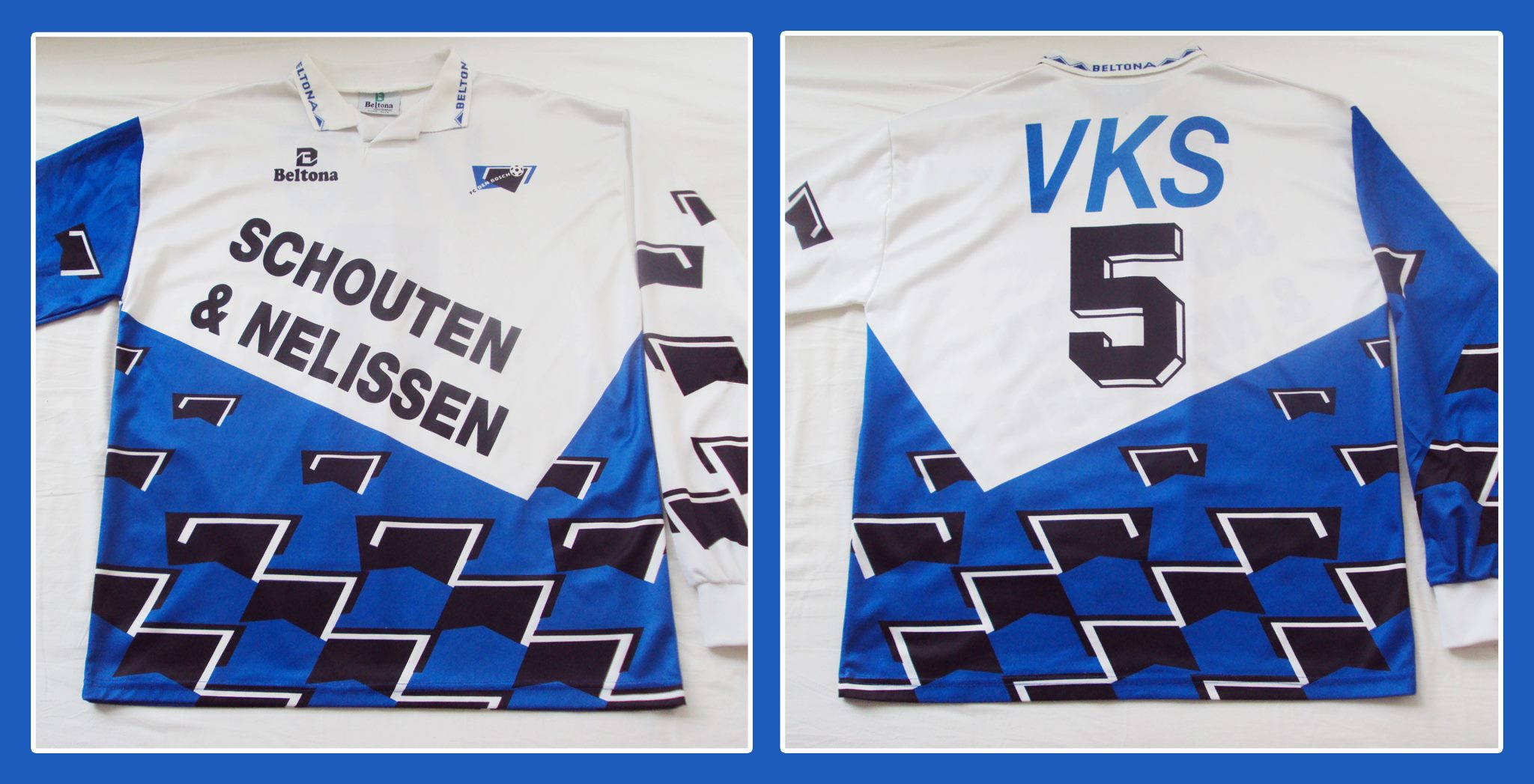
Thuisshirt 1995-1996
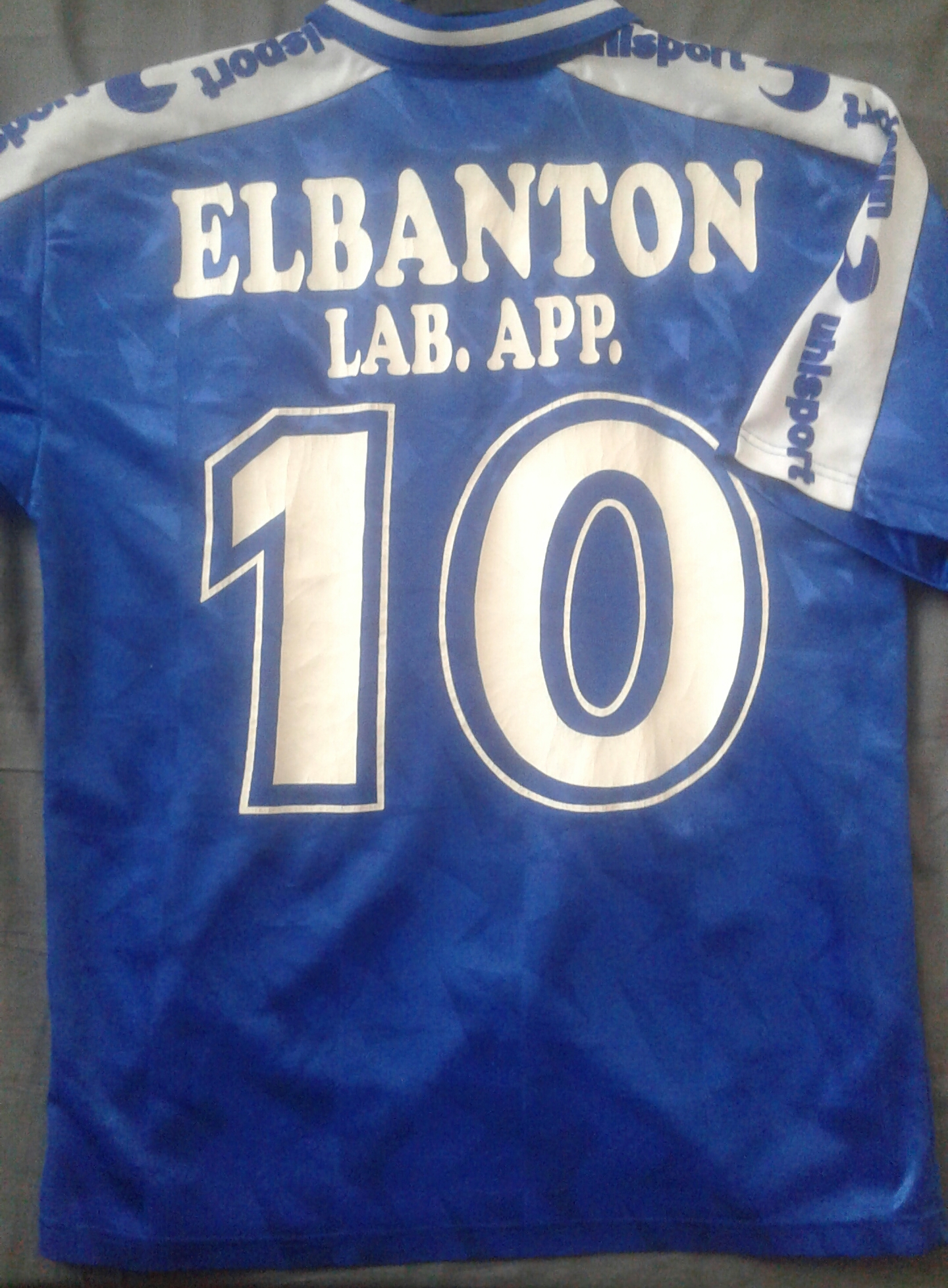
Thuisshirt 1997-1998
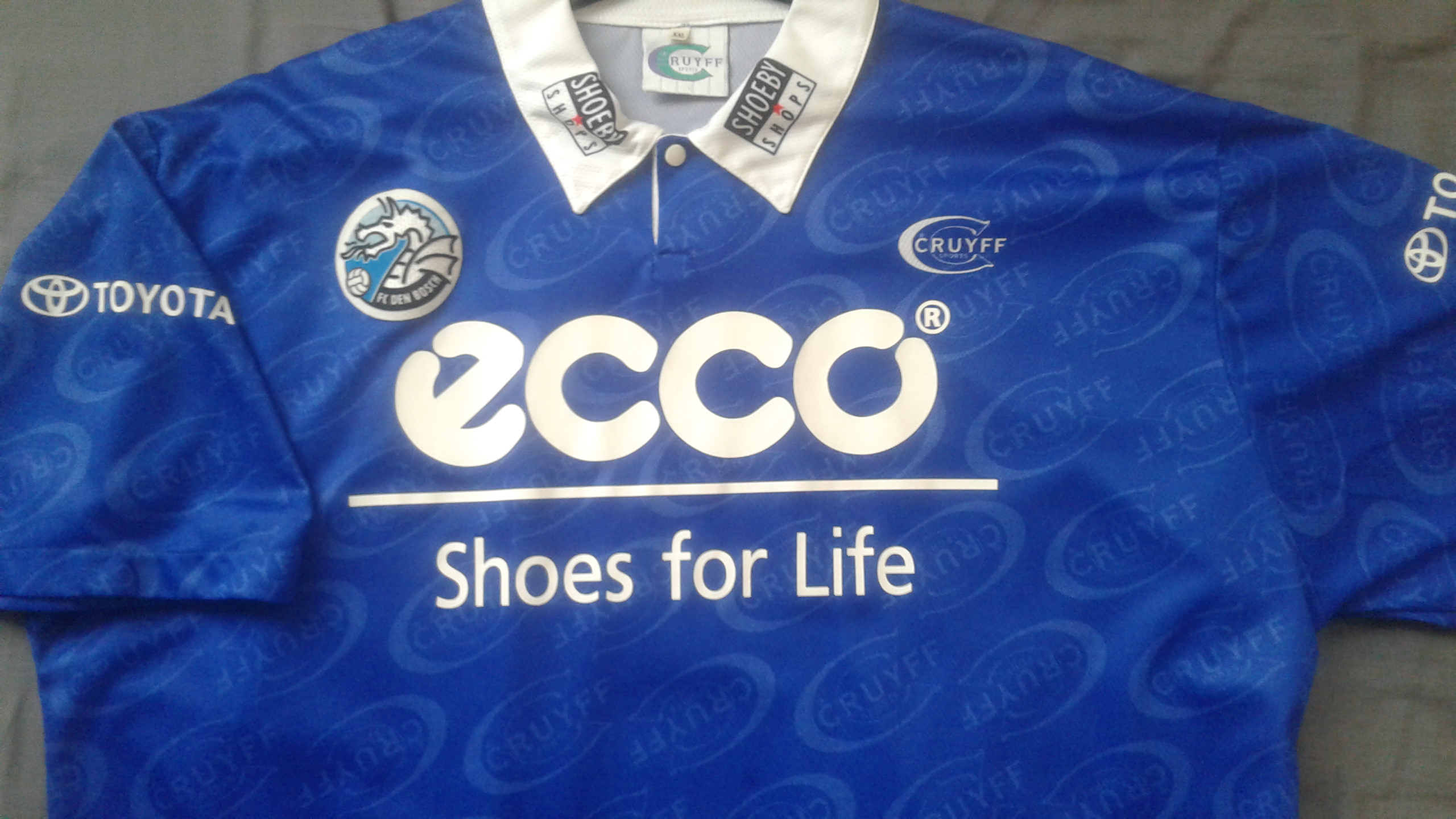
Thuisshirt 1999-2000
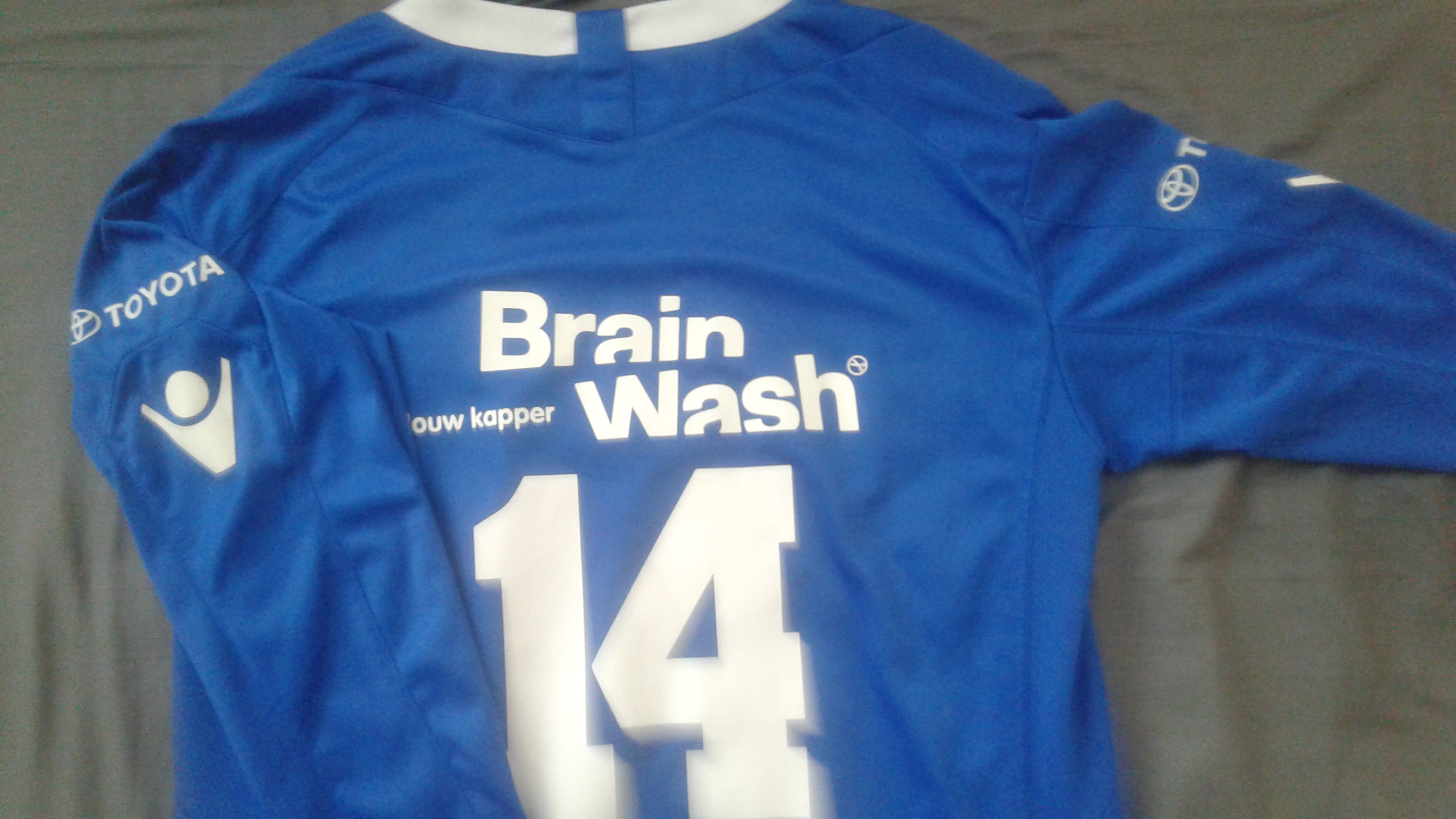
Thuisshirt 2013-2014
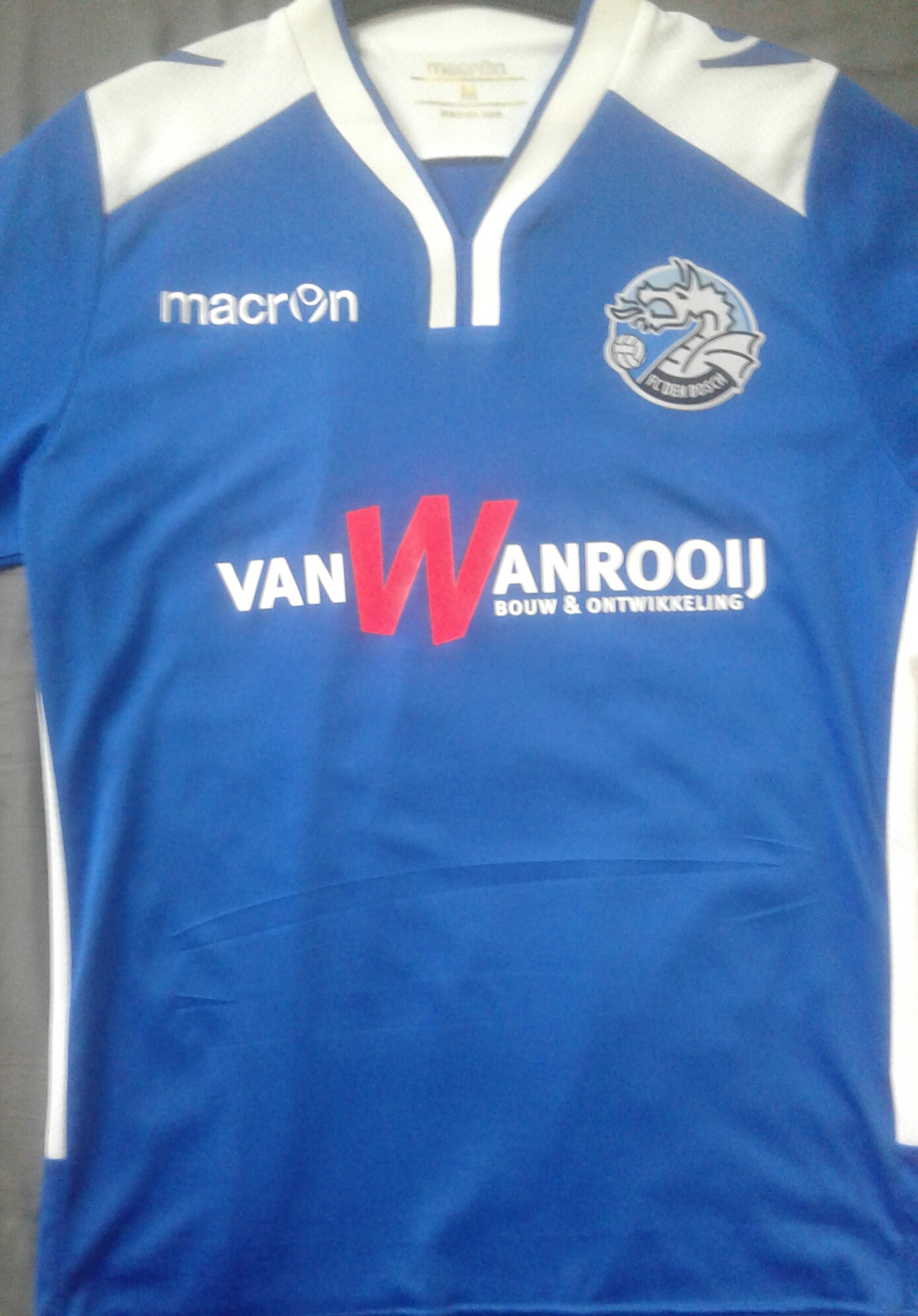
Thuisshirt 2014-2015
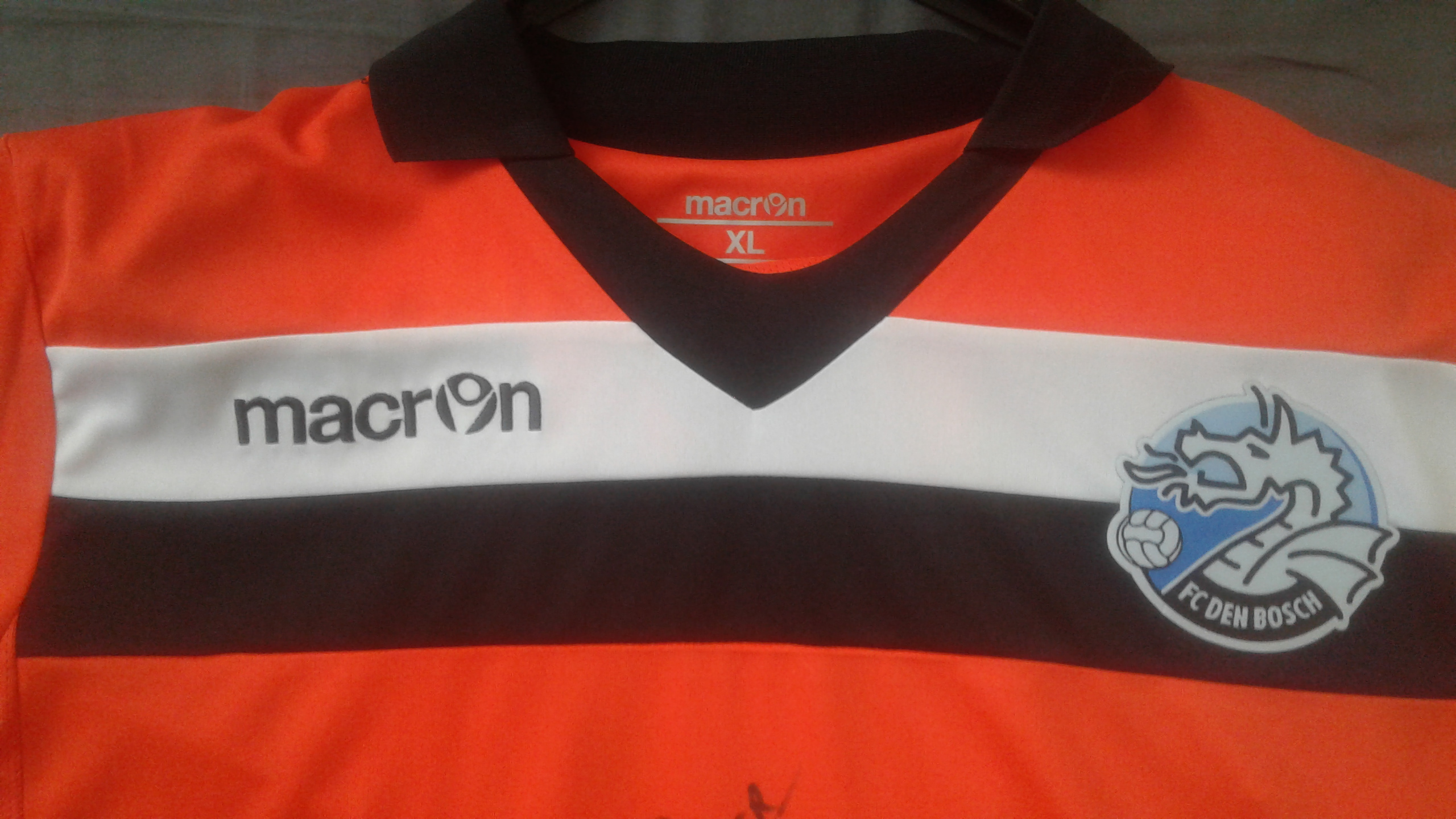
Uitshirt 2014-2015

## Organisatie
| Raad van Commissarissen |             |                                       |
| Herman Knotter          | Nederland   | Commerciële zaken                     |
| Rob Kleijzen            | Nederland   | Juridische & Supporterszaken          |
| Ludovic Deléchat        | Zwitserland | Juridische zaken & Financiële zaken   |
| Edwin Petersen          | Nederland   | Voetbalzaken                          |
| Directie                |             |                                       |
| Tommie van Alphen       | Nederland   | Algemeen directeur                    |
| Jesper Gudde            | Nederland   | Technisch manager                     |
| Medewerkers             |             |                                       |
| Mireille Boekholt       | Nederland   | Wedstrijd- en personeelszaken         |
| Ester Bal               | Nederland   | Perscommunicatie & Foundation         |
| Jelle van Glabeek       | Nederland   | Foundation                            |
| Sam Waale               | Nederland   | Marketing & Communicatie              |
| Wilbert Daniëls         | Nederland   | Junior accountmanager & sales support |
| Wim van der Horst       | Nederland   | Commercie                             |
| Giel Baaij              | Nederland   | Commercieel manager                   |
| Theo van Cleef          | Nederland   | Facilitair coördinator                |
| David Golverdingen      | Nederland   | Algemeen manager                      |
| Iddo Roscher            | Nederland   | Hoofd ontwikkeling & prestatie        |
| Wally Pennings          | Nederland   | Coördinator jeugdopleiding            |
| Dennis van de Camp      | Nederland   | Veiligheidscoördinator                |
| Emiel van der Heijden   | Nederland   | Supporterscoördinator                 |
| Joyce Verhallen         | Nederland   | Playercare & Merchandise              |
| Jari Bons               | Nederland   | Ticketing                             |
| Floor Boelens           | Nederland   | Medewerker front office               |

Laatste update: 12 augustus 2025

## Eerste elftal

### Selectie
| Nr.           | Naam                     | Nationaliteit     | Contract | Vorige club         |
| ------------- | ------------------------ | ----------------- | -------- | ------------------- |
| Doelmannen    |                          |                   |          |                     |
| 1             | Mees Bakker              | Nederland         | 2027     | De Graafschap       |
| 31            | Tjemme Bijlsma           | Nederland         | 2027     |                     |
| 36            | Pepijn van de Merbel     | Nederland         | 2026     | NAC Breda           |
| 48            | Silver Elum              | Nederland         | ama      | FC Groningen        |
| Verdedigers   |                          |                   |          |                     |
| 3             | Stan Maas                | Nederland         | 2027     |                     |
| 4             | Teun van Grunsven        | Nederland         | 2027     | RKC Waalwijk        |
| 5             | Nick de Groot            | Nederland         | 2027     |                     |
| 22            | Jeffry Fortes            | Kaapverdië        | 2026     | De Graafschap       |
| 27            | Reda Akmum               | Nederland         | 2027     | FC Dordrecht        |
| 47            | Sheddy Barglan           | Soedan            | 2027     |                     |
| Middenvelders |                          |                   |          |                     |
| 6             | Kevin Felida             | Curaçao           | 2027     | RKC Waalwijk        |
| 10            | Thijs van Leeuwen        | Nederland         | 2026     | TOP Oss             |
| 11            | Danny Verbeek            | Nederland         | 2026     | De Graafschap       |
| 16            | Bohao Wang               | China             | huur     | Shaanxi Union FC    |
| 18            | Rein van Hedel           | Nederland         | 2027     |                     |
| 26            | Zaid El Bakkali          | Nederland         | 2027     | Willem II           |
| 33            | Mees Laros               | Nederland         | 2028     |                     |
| Aanvallers    |                          |                   |          |                     |
| 7             | Genrich Sillé            | Nederland         | 2027     | GVVV                |
| 8             | Kévin Monzialo           | Congo-Brazzaville | 2026     | SKN Sankt Pölten    |
| 9             | Sebastian Karlsson Grach | Zweden            | 2027     | Östersunds FK       |
| 15            | Jack de Vries            | Verenigde Staten  | 2027     | Venezia FC          |
| 17            | Emian-Johar Semedo       | Curaçao           | 2027     | Excelsior Maassluis |
| 19            | Denzel Kuijpers          | Nederland         | 2026     | PEC Zwolle          |
| 20            | Hicham Acheffay          | Nederland         | 2026     | PEC Zwolle          |
| 21            | Vieri Kotzebue           | Nederland         | 2026     | FC Dordrecht (huur) |
| 40            | Ilias Boumassaoudi       | Marokko           | 2026     |                     |

Laatste update: 15 augustus 2025

### Staf
| Naam                 | Nationaliteit | Functie                  | Sinds | Contract | Vorige club           |
| -------------------- | ------------- | ------------------------ | ----- | -------- | --------------------- |
| Technische Staf      |               |                          |       |          |                       |
| Ulrich Landvreugd    | Nederland     | Hoofdtrainer             | 2024  | 2026     | Telstar               |
| William van Overbeek | Nederland     | Assistent-trainer        | 2021  | 2028     |                       |
| Fouzi Mesaoudi       | Nederland     | Assistent-trainer        | 2025  |          | Jong Sparta Rotterdam |
| Wichert de Wit       | Nederland     | Keeperstrainer           | 2025  |          | SC Cambuur -21        |
| Jop Zweekhorst       | Nederland     | Video analist            | 2025  | 2026     | PSV jeugdopleiding    |
| Damian Korba         | Polen         | Head of performance      | 2023  | 2026     | Lechia Gdańsk         |
| Janus Dirkx          | Nederland     | Performance              | 2025  |          |                       |
| Medische Staf        |               |                          |       |          |                       |
| Evert Scholten       | Nederland     | Hoofd medische staf      | 2014  | 2026     |                       |
| Hans Herrings        | Nederland     | Clubarts                 | 2011  |          |                       |
| Leon Bok             | Nederland     | Fysiotherapeut           | 2021  | 2026     |                       |
| Luuk Wouters         | Nederland     | Vervangend clubarts      | 2023  |          |                       |
| Paul Eichelsheim     | Nederland     | Verzorger/sporttherapeut | 2011  |          |                       |
| Luca de Rosa         | Nederland     | Fysiotherapeut           | 2022  | 2026     |                       |
| Overige Staf         |               |                          |       |          |                       |
| Pieter Tuns          | Nederland     | Teammanager              | 2021  |          | TOP Oss               |
| Patrick Liebers      | Nederland     | Teammanager              | 2024  |          |                       |
| Frank van Daal       | Nederland     | Materiaalman             | 2011  |          |                       |

Laatste update: 8 augustus 2025

## Overige elftallen

### Jeugd FC Den Bosch
| Staf                 |           |             |
| Anouar Hadouir       | Nederland | Trainer –21 |
| Erwin van Breugel    | Nederland | Trainer –19 |
| Michael van Doren    | Nederland | Trainer –17 |
| Anthony Lurling      | Nederland | Trainer –16 |
| Timo Schollaardt     | Nederland | Trainer –15 |
| Mark Strik           | Nederland | Trainer –14 |
| Henry van der Linden | Nederland | Trainer –13 |
| Bertie van Balsvaart | Nederland | Trainer –12 |
| Theo van Cleef       | Nederland | Trainer –11 |

### Selectie –21
| Doelmannen    |                     |           |                 |
| 66            | Roel van Balsfoort  | Nederland | OJC Rosmalen    |
|               | Bart van Dee        | Nederland | SV TEC          |
| Verdedigers   |                     |           |                 |
| 32            | Hugo van Haaften    | Nederland | DOVO            |
| 34            | Damian van Dijk     | Nederland | Telstar         |
| 35            | Bart Kemmeren       | Nederland |                 |
| 37            | Sergio Oerlemans    | Nederland | Vitesse         |
| 41            | Laszlo Dietz        | Nederland | Hercules        |
| 42            | Luc van Koeverden   | Nederland | FC Volendam     |
|               | Jayden Ettienne     | Nederland | Feyenoord       |
|               | Quintin Hunting     | Nederland | De Graafschap   |
| Middenvelders |                     |           |                 |
| 30            | Lars van der Doelen | Nederland |                 |
| 38            | Djesi Bodo          | Nederland | ADO Den Haag    |
| 46            | Amine Boushaba      | Nederland | PEC Zwolle      |
| 49            | Imad Taibi          | Nederland | Alphense Boys   |
| 50            | Iliass el Filali    | Nederland | Fortuna Sittard |
| 56            | Giovanni Hessels    | Nederland | Emplina         |
|               | Levi Moniharapon    | Nederland |                 |
| Aanvallers    |                     |           |                 |
| 39            | Rafi Wolters        | Nederland | SV Orion        |
| 43            | Josias Siby         | Nederland |                 |
| 51            | Chahid el Allachi   | Nederland | PEC Zwolle      |
| 52            | Huub Roos           | Nederland |                 |
|               | Jari de Kruijff     | Nederland | Hercules        |

Laatste update: 14 augustus 2025

## Overzichtslijsten

### Eindklasseringen
- 1966 1e
Tweede divisie B
- 1967 5e
Eerste divisie
- 1968 3e
Eerste divisie
- 1969 9e
Eerste divisie
- 1970 5e
Eerste divisie
- 1971 1e
Eerste divisie
- 1972 16e
Eredivisie
- 1973 18e
Eredivisie
- 1974 17e
Eerste divisie
- 1975 10e
Eerste divisie
- 1976 10e
Eerste divisie
- 1977 12e
Eerste divisie
- 1978 8e
Eerste divisie
- 1979 7e
Eerste divisie
- 1980 4e
Eerste divisie
- 1981 6e
Eerste divisie
- 1982 5e
Eerste divisie
- 1983 3e
Eerste divisie
- 1984 10e
Eredivisie
- 1985 6e
Eredivisie
- 1986 6e
Eredivisie
- 1987 10e
Eredivisie
- 1988 7e
Eredivisie
- 1989 7e
Eredivisie
- 1990 17e
Eredivisie
- 1991 17e
Eerste divisie
- 1992 2e
Eerste divisie
- 1993 17e
Eredivisie
- 1994 11e
Eerste divisie
- 1995 18e
Eerste divisie
- 1996 3e
Eerste divisie
- 1997 7e
Eerste divisie
- 1998 4e
Eerste divisie
- 1999 1e
Eerste divisie
- 2000 18e
Eredivisie
- 2001 1e
Eerste divisie
- 2002 16e
Eredivisie
- 2003 5e
Eerste divisie
- 2004 1e
Eerste divisie
- 2005 18e
Eredivisie
- 2006 7e
Eerste divisie
- 2007 5e
Eerste divisie
- 2008 3e
Eerste divisie
- 2009 9e
Eerste divisie
- 2010 7e
Eerste divisie
- 2011 8e
Eerste divisie
- 2012 6e
Eerste divisie
- 2013 11e
Eerste divisie
- 2014 4e
Eerste divisie
- 2015 16e
Eerste divisie
- 2016 17e
Eerste divisie
- 2017 14e
Eerste divisie
- 2018 11e
Eerste divisie
- 2019 4e
Eerste divisie
- 2020 12e
Eerste divisie
- 2021 19e
Eerste divisie
- 2022 11e
Eerste divisie
- 2023 19e
Eerste divisie
- 2024 19e
Eerste divisie
- 2025 9e
Eerste divisie

In elke staaf van de grafiek staat van boven naar beneden vermeld: 
- Eindnotering

Dit is de positie die de club heeft bereikt in de competitie, zonder eventuele beslissings-, play-off- of nacompetitiewedstrijden die nodig zijn geweest om bijvoorbeeld de kampioen van de competitie te bepalen.
Indien een * achter het getal staat is de notering een tussenstand en kan het zijn dat de notering niet overeenkomt met de uiteindelijke eindstand van de competitie.
Staat er een - dan is het seizoen nog bezig en is er geen definitieve uitslag bekend.
Staat er xx op de positie van de notering, dan heeft de club vroegtijdig de competitie verlaten. Dit kan onder andere komen door terugtrekking van het team, faillissement van de club of door een uitgedeelde straf van de KNVB. In veel gevallen staat elders in het artikel de reden vermeld.
Staat er een ? dan is het resultaat uit het verleden onbekend, en is alleen de competitie of het niveau bekend van dat seizoen.
In de seizoenen 2019/20 en 2020/21 werd wegens de coronacrisis het amateurvoetbal afgebroken. Daardoor kennen deze staven geen eindklassering (middels -- weergegeven).
- Competitieniveau en afdelingsletter of Officiële eindstand Eredivisie
  - Competitieniveau en afdelingsletter

Hierbij geeft het getal het niveau weer, dat ook terug te vinden is in de legenda. De letter is de afdelingsaanduiding en wordt gebruikt wanneer er meer afdelingen zijn op hetzelfde niveau. De afdelingsletter is altijd een hoofdletter en wordt meestal zonder nummer gebruikt.
Voorbeeld: 2F is niveau 2e klasse competitie F.
Het competitieniveau en nummer wordt niet vermeld wanneer er slechts één competitie van dit niveau was.
  - Officiële eindstand Eredivisie (getal staat tussen haakjes vermeld)

Sinds de introductie van play-offwedstrijden voor Europees voetbal na afloop van de reguliere competitie in 2005/06, is de KNVB verplicht een eindstand van de Eredivisie door te geven aan de UEFA aan de hand van deze play-offwedstrijden.
Bij deze eindstand staan clubs die zich hebben gekwalificeerd voor Europees voetbal hoger dan clubs die zich niet wisten te kwalificeren. Indien er geen verschil was tussen de eindnotering en de officiële eindstand, staat dit getal niet vermeld.

- Onderafdeling

Hier staat afgekort de naam van de onderafdeling indien de club in dat jaar in een onderafdeling uitkwam. Tevens staat deze afkorting in de legenda en wordt gelinkt naar het artikel over deze onderafdeling. Deze afkorting wordt alleen vermeld wanneer de club in het verleden in verschillende onderafdelingen heeft gespeeld. Deze vermelding is in de staaf altijd in kleine letters. Deze onderafdelingen zijn na het seizoen 1995/96 afgeschaft. Heeft de club in slechts één onderafdeling gespeeld, dan is dit alleen terug te vinden in de legenda.
Onder de staaf staat het jaartal vermeld waarin het seizoen is afgesloten. 15 verwijst naar het seizoen 2014/15 of eventueel het seizoen 1914/15.
Wanneer een staaf leeg is, zijn deze gegevens niet bekend. Het kan ook zijn dat de club dat seizoen niet heeft meegespeeld op het hogere amateurniveau, vroegtijdig de competitie heeft verlaten of uit de competitie is gezet.

In het seizoen 1944/45 was er wegens de Tweede Wereldoorlog geen regulier competitievoetbal.
- Eredivisie
- Eerste divisie
- Tweede divisie

- 1965 - 1967: FC Den Bosch/BVV
- 1967 - 1988: FC Den Bosch '67
- 1988 - 1992: BVV Den Bosch
- 1992 - heden: FC Den Bosch

### Seizoensoverzichten
| Resultaten van FC Den Bosch sinds de toetreding in het betaald voetbal in 1965 | Resultaten van FC Den Bosch sinds de toetreding in het betaald voetbal in 1965 | Resultaten van FC Den Bosch sinds de toetreding in het betaald voetbal in 1965 | Resultaten van FC Den Bosch sinds de toetreding in het betaald voetbal in 1965 | Resultaten van FC Den Bosch sinds de toetreding in het betaald voetbal in 1965 | Resultaten van FC Den Bosch sinds de toetreding in het betaald voetbal in 1965 | Resultaten van FC Den Bosch sinds de toetreding in het betaald voetbal in 1965 | Resultaten van FC Den Bosch sinds de toetreding in het betaald voetbal in 1965 | Resultaten van FC Den Bosch sinds de toetreding in het betaald voetbal in 1965 | Resultaten van FC Den Bosch sinds de toetreding in het betaald voetbal in 1965 | Resultaten van FC Den Bosch sinds de toetreding in het betaald voetbal in 1965 | Resultaten van FC Den Bosch sinds de toetreding in het betaald voetbal in 1965 | Resultaten van FC Den Bosch sinds de toetreding in het betaald voetbal in 1965                                 |
| Seizoen                                                                        | Competitie                                                                     | Competitie                                                                     | Competitie                                                                     | Competitie                                                                     | Competitie                                                                     | Competitie                                                                     | Competitie                                                                     | Competitie                                                                     | Competitie                                                                     | Kwalificatie                                                                   | KNVB Beker                                                                     | Bijzonderheid                                                                                                  |
| Seizoen                                                                        | Divisie                                                                        | GW                                                                             | W                                                                              | G                                                                              | V                                                                              | PNT                                                                            | DV                                                                             | DT                                                                             | POS                                                                            | Kwalificatie                                                                   | KNVB Beker                                                                     | Bijzonderheid                                                                                                  |
| ------------------------------------------------------------------------------ | ------------------------------------------------------------------------------ | ------------------------------------------------------------------------------ | ------------------------------------------------------------------------------ | ------------------------------------------------------------------------------ | ------------------------------------------------------------------------------ | ------------------------------------------------------------------------------ | ------------------------------------------------------------------------------ | ------------------------------------------------------------------------------ | ------------------------------------------------------------------------------ | ------------------------------------------------------------------------------ | ------------------------------------------------------------------------------ | --- |
| 1965/66                                                                        | Tweede divisie B                                                               | 28                                                                             | 14                                                                             | 13                                                                             | 1                                                                              | 41                                                                             | 58                                                                             | 25                                                                             | 1e                                                                             | Rechtstreekse promotie                                                         | 2e ronde                                                                       | BVV verandert haar naam en gaat verder als FC Den Bosch/BVV                                                    |
| 1966/67                                                                        | Eerste divisie                                                                 | 38                                                                             | 16                                                                             | 12                                                                             | 10                                                                             | 44                                                                             | 64                                                                             | 44                                                                             | 5e                                                                             | –                                                                              | 2e ronde                                                                       | – |
| 1967/68                                                                        | Eerste divisie                                                                 | 36                                                                             | 18                                                                             | 12                                                                             | 6                                                                              | 48                                                                             | 62                                                                             | 39                                                                             | 3e                                                                             | –                                                                              | Groepsfase                                                                     | RKVV Wilhelmina sluit zich aan bij FC Den Bosch en ondergaat een naamsverandering naar FC Den Bosch '67        |
| 1968/69                                                                        | Eerste divisie                                                                 | 34                                                                             | 13                                                                             | 9                                                                              | 12                                                                             | 35                                                                             | 44                                                                             | 39                                                                             | 9e                                                                             | –                                                                              | 1e ronde                                                                       | – |
| 1969/70                                                                        | Eerste divisie                                                                 | 34                                                                             | 13                                                                             | 14                                                                             | 7                                                                              | 40                                                                             | 39                                                                             | 24                                                                             | 5e                                                                             | –                                                                              | 2e ronde                                                                       | – |
| 1970/71                                                                        | Eerste divisie                                                                 | 30                                                                             | 18                                                                             | 10                                                                             | 2                                                                              | 46                                                                             | 50                                                                             | 18                                                                             | 1e                                                                             | Rechtstreekse promotie                                                         | 3e ronde                                                                       | – |
| 1971/72                                                                        | Eredivisie                                                                     | 34                                                                             | 6                                                                              | 8                                                                              | 20                                                                             | 20                                                                             | 24                                                                             | 70                                                                             | 16e                                                                            | –                                                                              | 1e ronde                                                                       | – |
| 1972/73                                                                        | Eredivisie                                                                     | 34                                                                             | 5                                                                              | 7                                                                              | 22                                                                             | 17                                                                             | 23                                                                             | 73                                                                             | 18e                                                                            | Rechtstreekse degradatie                                                       | 2e ronde                                                                       | – |
| 1973/74                                                                        | Eerste divisie                                                                 | 38                                                                             | 10                                                                             | 10                                                                             | 18                                                                             | 30                                                                             | 46                                                                             | 52                                                                             | 17e                                                                            | –                                                                              | Kwartfinale                                                                    | – |
| 1974/75                                                                        | Eerste divisie                                                                 | 36                                                                             | 11                                                                             | 14                                                                             | 11                                                                             | 36                                                                             | 41                                                                             | 48                                                                             | 10e                                                                            | –                                                                              | 1e ronde                                                                       | – |
| 1975/76                                                                        | Eerste divisie                                                                 | 36                                                                             | 12                                                                             | 10                                                                             | 14                                                                             | 34                                                                             | 44                                                                             | 47                                                                             | 10e                                                                            | –                                                                              | 2e ronde                                                                       | – |
| 1976/77                                                                        | Eerste divisie                                                                 | 36                                                                             | 10                                                                             | 11                                                                             | 15                                                                             | 31                                                                             | 46                                                                             | 58                                                                             | 12e                                                                            | –                                                                              | 2e ronde                                                                       | – |
| 1977/78                                                                        | Eerste divisie                                                                 | 36                                                                             | 13                                                                             | 14                                                                             | 9                                                                              | 40                                                                             | 51                                                                             | 46                                                                             | 8e                                                                             | –                                                                              | 1e ronde                                                                       | – |
| 1978/79                                                                        | Eerste divisie                                                                 | 36                                                                             | 16                                                                             | 10                                                                             | 10                                                                             | 42                                                                             | 58                                                                             | 43                                                                             | 7e                                                                             | –                                                                              | 3e ronde                                                                       | – |
| 1979/80                                                                        | Eerste divisie                                                                 | 36                                                                             | 22                                                                             | 6                                                                              | 8                                                                              | 50                                                                             | 66                                                                             | 36                                                                             | 4e                                                                             | –                                                                              | 2e ronde                                                                       | – |
| 1980/81                                                                        | Eerste divisie                                                                 | 36                                                                             | 17                                                                             | 8                                                                              | 11                                                                             | 42                                                                             | 46                                                                             | 41                                                                             | 6e                                                                             | Nacompetitie                                                                   | 2e ronde                                                                       | Promotiewedstrijden tegen DS '79 (1–3 & 3–1), De Graafschap (1–1 & 0–2) en sc Heerenveen (4–1 & 1–1)           |
| 1981/82                                                                        | Eerste divisie                                                                 | 34                                                                             | 17                                                                             | 7                                                                              | 10                                                                             | 41                                                                             | 62                                                                             | 41                                                                             | 5e                                                                             | –                                                                              | 3e ronde                                                                       | – |
| 1982/83                                                                        | Eerste divisie                                                                 | 30                                                                             | 15                                                                             | 8                                                                              | 7                                                                              | 38                                                                             | 51                                                                             | 28                                                                             | 3e                                                                             | Nacompetitie                                                                   | 1e ronde                                                                       | Promotiewedstrijden tegen SC Cambuur (2–0 & 1–1), MVV (2–1 & 3–0) en FC VVV (0–2 & 3–0)                        |
| 1983/84                                                                        | Eredivisie                                                                     | 34                                                                             | 11                                                                             | 11                                                                             | 12                                                                             | 33                                                                             | 48                                                                             | 55                                                                             | 10e                                                                            | –                                                                              | 1e ronde                                                                       | – |
| 1984/85                                                                        | Eredivisie                                                                     | 34                                                                             | 10                                                                             | 16                                                                             | 8                                                                              | 36                                                                             | 45                                                                             | 32                                                                             | 6e                                                                             | –                                                                              | Kwartfinale                                                                    | – |
| 1985/86                                                                        | Eredivisie                                                                     | 34                                                                             | 13                                                                             | 11                                                                             | 10                                                                             | 37                                                                             | 50                                                                             | 41                                                                             | 6e                                                                             | –                                                                              | 1e ronde                                                                       | – |
| 1986/87                                                                        | Eredivisie                                                                     | 34                                                                             | 10                                                                             | 12                                                                             | 12                                                                             | 32                                                                             | 43                                                                             | 52                                                                             | 10e                                                                            | –                                                                              | Halve finale                                                                   | – |
| 1987/88                                                                        | Eredivisie                                                                     | 34                                                                             | 15                                                                             | 6                                                                              | 13                                                                             | 36                                                                             | 46                                                                             | 46                                                                             | 7e                                                                             | –                                                                              | 3e ronde                                                                       | – |
| 1988/89                                                                        | Eredivisie                                                                     | 34                                                                             | 15                                                                             | 6                                                                              | 13                                                                             | 36                                                                             | 48                                                                             | 53                                                                             | 7e                                                                             | Intertoto Cup                                                                  | 2e ronde                                                                       | Naamsverandering naar BVV Den Bosch                                                                            |
| 1989/90                                                                        | Eredivisie                                                                     | 34                                                                             | 6                                                                              | 13                                                                             | 15                                                                             | 25                                                                             | 30                                                                             | 51                                                                             | 17e                                                                            | Rechtstreekse degradatie                                                       | 3e ronde                                                                       | – |
| 1990/91                                                                        | Eerste divisie                                                                 | 38                                                                             | 9                                                                              | 11                                                                             | 18                                                                             | 29                                                                             | 54                                                                             | 60                                                                             | 17e                                                                            | –                                                                              | Finalist                                                                       | – |
| 1991/92                                                                        | Eerste divisie                                                                 | 38                                                                             | 18                                                                             | 11                                                                             | 9                                                                              | 47                                                                             | 57                                                                             | 42                                                                             | 2e                                                                             | Nacompetitie                                                                   | 3e ronde                                                                       | Promotiewedstrijden tegen EVV Eindhoven (0–0 & 2–2) en Excelsior (1–1 & 2–0)                                   |
| 1992/93                                                                        | Eredivisie                                                                     | 34                                                                             | 6                                                                              | 9                                                                              | 19                                                                             | 21                                                                             | 35                                                                             | 79                                                                             | 17e                                                                            | Nacompetitie                                                                   | Halve finale                                                                   | Naamsverandering naar FC Den Bosch Degradatiewedstrijden tegen De Graafschap (4–1 & 0–1) en NAC (0–3 & 0–2)    |
| 1993/94                                                                        | Eerste divisie                                                                 | 34                                                                             | 12                                                                             | 9                                                                              | 13                                                                             | 33                                                                             | 55                                                                             | 57                                                                             | 11e                                                                            | –                                                                              | Achtste finale                                                                 | – |
| 1994/95                                                                        | Eerste divisie                                                                 | 34                                                                             | 4                                                                              | 4                                                                              | 26                                                                             | 12                                                                             | 39                                                                             | 90                                                                             | 18e                                                                            | –                                                                              | 2e ronde                                                                       | – |
| 1995/96                                                                        | Eerste divisie                                                                 | 34                                                                             | 15                                                                             | 13                                                                             | 6                                                                              | 58                                                                             | 51                                                                             | 36                                                                             | 3e                                                                             | Nacompetitie                                                                   | 2e ronde                                                                       | Promotiewedstrijden tegen SC Heracles '74 (2–2 & 0–2), FC Volendam (0–1 & 0–3) en VVV (0–0 & 0–2)              |
| 1996/97                                                                        | Eerste divisie                                                                 | 34                                                                             | 16                                                                             | 6                                                                              | 12                                                                             | 54                                                                             | 55                                                                             | 43                                                                             | 7e                                                                             | –                                                                              | Groepsfase                                                                     | – |
| 1997/98                                                                        | Eerste divisie                                                                 | 34                                                                             | 17                                                                             | 9                                                                              | 8                                                                              | 60                                                                             | 60                                                                             | 42                                                                             | 4e                                                                             | Nacompetitie                                                                   | Achtste finale                                                                 | Promotiewedstrijden tegen Cambuur Leeuwarden (1–2 & 2–2), FC Groningen (1–4 & 3–1) en FC Zwolle (0–0 & 0–1)    |
| 1998/99                                                                        | Eerste divisie                                                                 | 34                                                                             | 23                                                                             | 8                                                                              | 3                                                                              | 77                                                                             | 80                                                                             | 35                                                                             | 1e                                                                             | Rechtstreekse promotie                                                         | 2e ronde                                                                       | – |
| 1999/00                                                                        | Eredivisie                                                                     | 34                                                                             | 4                                                                              | 11                                                                             | 19                                                                             | 23                                                                             | 36                                                                             | 74                                                                             | 18e                                                                            | Rechtstreekse degradatie                                                       | 2e ronde                                                                       | – |
| 2000/01                                                                        | Eerste divisie                                                                 | 34                                                                             | 23                                                                             | 6                                                                              | 5                                                                              | 75                                                                             | 64                                                                             | 25                                                                             | 1e                                                                             | Rechtstreekse promotie                                                         | Achtste finale                                                                 | – |
| 2001/02                                                                        | Eredivisie                                                                     | 34                                                                             | 8                                                                              | 9                                                                              | 17                                                                             | 33                                                                             | 40                                                                             | 55                                                                             | 16e                                                                            | Nacompetitie                                                                   | Achtste finale                                                                 | Degradatiewedstrijden tegen Cambuur Leeuwarden (5–2 & 3–0), FC Emmen (3–1 & 3–0) en RBC Roosendaal (1–4 & 1–2) |
| 2002/03                                                                        | Eerste divisie                                                                 | 34                                                                             | 18                                                                             | 6                                                                              | 10                                                                             | 60                                                                             | 62                                                                             | 38                                                                             | 5e                                                                             | Nacompetitie                                                                   | Groepsfase                                                                     | Promotiewedstrijden tegen Go Ahead Eagles (4–1 & 1–0), Helmond Sport (1–3 & 0–3) en FC Zwolle (1–1 & 0–2)      |
| 2003/04                                                                        | Eerste divisie                                                                 | 36                                                                             | 22                                                                             | 8                                                                              | 6                                                                              | 74                                                                             | 84                                                                             | 48                                                                             | 1e                                                                             | Rechtstreekse promotie                                                         | 3e ronde                                                                       | – |
| 2004/05                                                                        | Eredivisie                                                                     | 34                                                                             | 5                                                                              | 4                                                                              | 25                                                                             | 19                                                                             | 23                                                                             | 75                                                                             | 18e                                                                            | Rechtstreekse degradatie                                                       | Kwartfinale                                                                    | – |
| 2005/06                                                                        | Eerste divisie                                                                 | 38                                                                             | 16                                                                             | 11                                                                             | 11                                                                             | 59                                                                             | 62                                                                             | 51                                                                             | 7e                                                                             | –                                                                              | 1e ronde                                                                       | – |
| 2006/07                                                                        | Eerste divisie                                                                 | 38                                                                             | 20                                                                             | 8                                                                              | 10                                                                             | 68                                                                             | 65                                                                             | 43                                                                             | 5e                                                                             | Play-offs om promotie                                                          | 3e ronde                                                                       | Promotiewedstrijden tegen VVV-Venlo (1–2 & 1–0)                                                                |
| 2007/08                                                                        | Eerste divisie                                                                 | 38                                                                             | 21                                                                             | 7                                                                              | 10                                                                             | 70                                                                             | 61                                                                             | 37                                                                             | 3e                                                                             | Play-offs om promotie                                                          | Achtste finale                                                                 | Promotiewedstrijden tegen FC Zwolle (1–0 & 1–2)                                                                |
| 2008/09                                                                        | Eerste divisie                                                                 | 38                                                                             | 15                                                                             | 8                                                                              | 15                                                                             | 53                                                                             | 59                                                                             | 51                                                                             | 9e                                                                             | –                                                                              | 3e ronde                                                                       | – |
| 2009/10                                                                        | Eerste divisie                                                                 | 36                                                                             | 14                                                                             | 12                                                                             | 10                                                                             | 54                                                                             | 66                                                                             | 54                                                                             | 7e                                                                             | Play-offs om promotie                                                          | 3e ronde                                                                       | Promotiewedstrijden tegen Helmond Sport (2–1 & 1–2 (v.n.s.))                                                   |
| 2010/11                                                                        | Eerste divisie                                                                 | 34                                                                             | 11                                                                             | 14                                                                             | 9                                                                              | 47                                                                             | 56                                                                             | 47                                                                             | 8e                                                                             | Play-offs om promotie                                                          | 3e ronde                                                                       | Promotiewedstrijden tegen Go Ahead Eagles (1–0 & 2–1) en Excelsior (3–3 & 1–3)                                 |
| 2011/12                                                                        | Eerste divisie                                                                 | 34                                                                             | 16                                                                             | 9                                                                              | 9                                                                              | 57                                                                             | 57                                                                             | 32                                                                             | 6e                                                                             | Play-offs om promotie                                                          | 3e ronde                                                                       | Promotiewedstrijden tegen Go Ahead Eagles (1–1 & 2–0), De Graafschap (0–0 & 1–1) en Willem II (0–0 & 1–2)      |
| 2012/13                                                                        | Eerste divisie                                                                 | 30                                                                             | 10                                                                             | 5                                                                              | 15                                                                             | 35                                                                             | 38                                                                             | 49                                                                             | 11e                                                                            | –                                                                              | Kwartfinale                                                                    | – |
| 2013/14                                                                        | Eerste divisie                                                                 | 38                                                                             | 18                                                                             | 8                                                                              | 12                                                                             | 62                                                                             | 61                                                                             | 60                                                                             | 4e                                                                             | Play-offs om promotie                                                          | 2e ronde                                                                       | Promotiewedstrijden tegen Excelsior (1–3 & 1–2)                                                                |
| 2014/15                                                                        | Eerste divisie                                                                 | 38                                                                             | 10                                                                             | 9                                                                              | 19                                                                             | 39                                                                             | 46                                                                             | 61                                                                             | 16e                                                                            | –                                                                              | 2e ronde                                                                       | – |
| 2015/16                                                                        | Eerste divisie                                                                 | 36                                                                             | 9                                                                              | 11                                                                             | 16                                                                             | 38                                                                             | 47                                                                             | 53                                                                             | 17e                                                                            | –                                                                              | Kwartfinale                                                                    | – |
| 2016/17                                                                        | Eerste divisie                                                                 | 38                                                                             | 12                                                                             | 9                                                                              | 17                                                                             | 45                                                                             | 48                                                                             | 67                                                                             | 14e                                                                            | –                                                                              | 1e ronde                                                                       | – |
| 2017/18                                                                        | Eerste divisie                                                                 | 38                                                                             | 12                                                                             | 11                                                                             | 15                                                                             | 47                                                                             | 59                                                                             | 55                                                                             | 11e                                                                            | –                                                                              | 2e ronde                                                                       | – |
| 2018/19                                                                        | Eerste divisie                                                                 | 38                                                                             | 18                                                                             | 9                                                                              | 11                                                                             | 63                                                                             | 64                                                                             | 49                                                                             | 4e                                                                             | Play-offs om promotie                                                          | 2e ronde                                                                       | Promotiewedstrijden tegen Go Ahead Eagles (2–2 & 0–1)                                                          |
| 2019/20                                                                        | Eerste divisie                                                                 | 29                                                                             | 10                                                                             | 11                                                                             | 8                                                                              | 35                                                                             | 56                                                                             | 49                                                                             | 12e                                                                            | Competitie nietig verklaard (6 punten aftrek)                                  | 1e ronde                                                                       | – |
| 2020/21                                                                        | Eerste divisie                                                                 | 38                                                                             | 8                                                                              | 8                                                                              | 22                                                                             | 32                                                                             | 59                                                                             | 85                                                                             | 19e                                                                            | –                                                                              | 1e ronde                                                                       | – |
| 2021/22                                                                        | Eerste divisie                                                                 | 38                                                                             | 14                                                                             | 5                                                                              | 19                                                                             | 47                                                                             | 42                                                                             | 61                                                                             | 11e                                                                            | –                                                                              | 1e ronde                                                                       | – |
| 2022/23                                                                        | Eerste divisie                                                                 | 38                                                                             | 10                                                                             | 5                                                                              | 23                                                                             | 35                                                                             | 46                                                                             | 85                                                                             | 19e                                                                            | –                                                                              | 2e ronde                                                                       | – |
| 2023/24                                                                        | Eerste divisie                                                                 | 38                                                                             | 8                                                                              | 9                                                                              | 21                                                                             | 33                                                                             | 38                                                                             | 68                                                                             | 19e                                                                            | –                                                                              | 1e ronde                                                                       | – |
| 2024/25                                                                        | Eerste divisie                                                                 | 38                                                                             | 15                                                                             | 10                                                                             | 13                                                                             | 55                                                                             | 53                                                                             | 48                                                                             | 9e                                                                             | Play-offs om promotie                                                          | 1e ronde                                                                       | Promotiewedstrijden tegen SC Cambuur (1–0 & 1–1 n.v.) en Telstar (0–0 & 1–2 n.v.)                              |

### Bekende (oud-)Bosschenaren
- Cor Adriaanse
- Maikel Aerts
- Otman Bakkal
- Dick Beek
- Paul Beekmans
- Kevin Begois
- Peter van den Berg
- Max van Beurden
- Regi Blinker
- Marcel Brands
- Martin Breuer
- Ruud Brood
- Fabio Caracciolo
- Mats Deijl
- Frank Demouge
- Dirk Jan Derksen
- Mart van Duren
- René van Eck
- Bart Van den Eede
- Jack de Gier
- Hans Gillhaus
- Patricio Graff
- Henk Grim
- Jan van Grinsven
- Marcel van Helmond
- Fred van der Hoorn
- Wim van der Horst
- Arthur Hoyer
- Gorgi Hristov
- Stefan Jansen
- Theo de Jong
- Ruud Kaiser
- Jozsef Kiprich
- Santi Kolk
- Hans Kraay jr.
- Kees Krijgh (senior)
- Hendrie Krüzen
- Koen van de Laak
- Harry van der Laan
- Cees van der Linden
- Theo Lucius
- Anthony Lurling
- Jan Michels
- Paco van Moorsel
- Eef Mulders
- Daan Netten

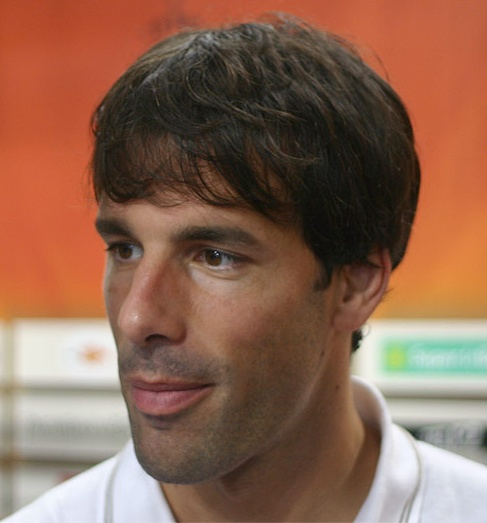
Ruud van Nistelrooij
- Piet van Overbeek
- Ton Pattinama
- Jan Peters
- Željko Petrović
- Hans van der Pluijm
- Jan Remmers
- Arie Romijn
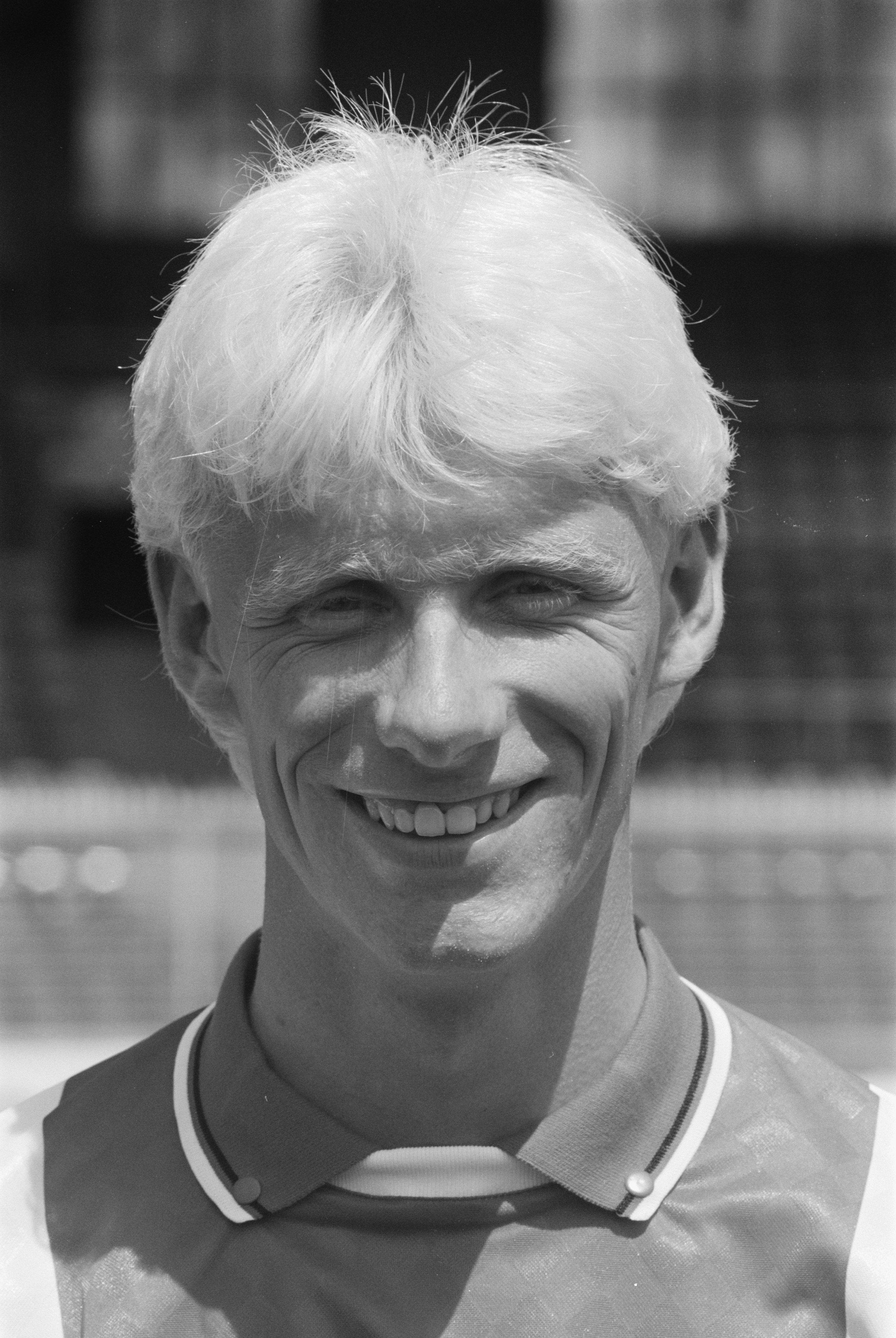
Arnold Scholten
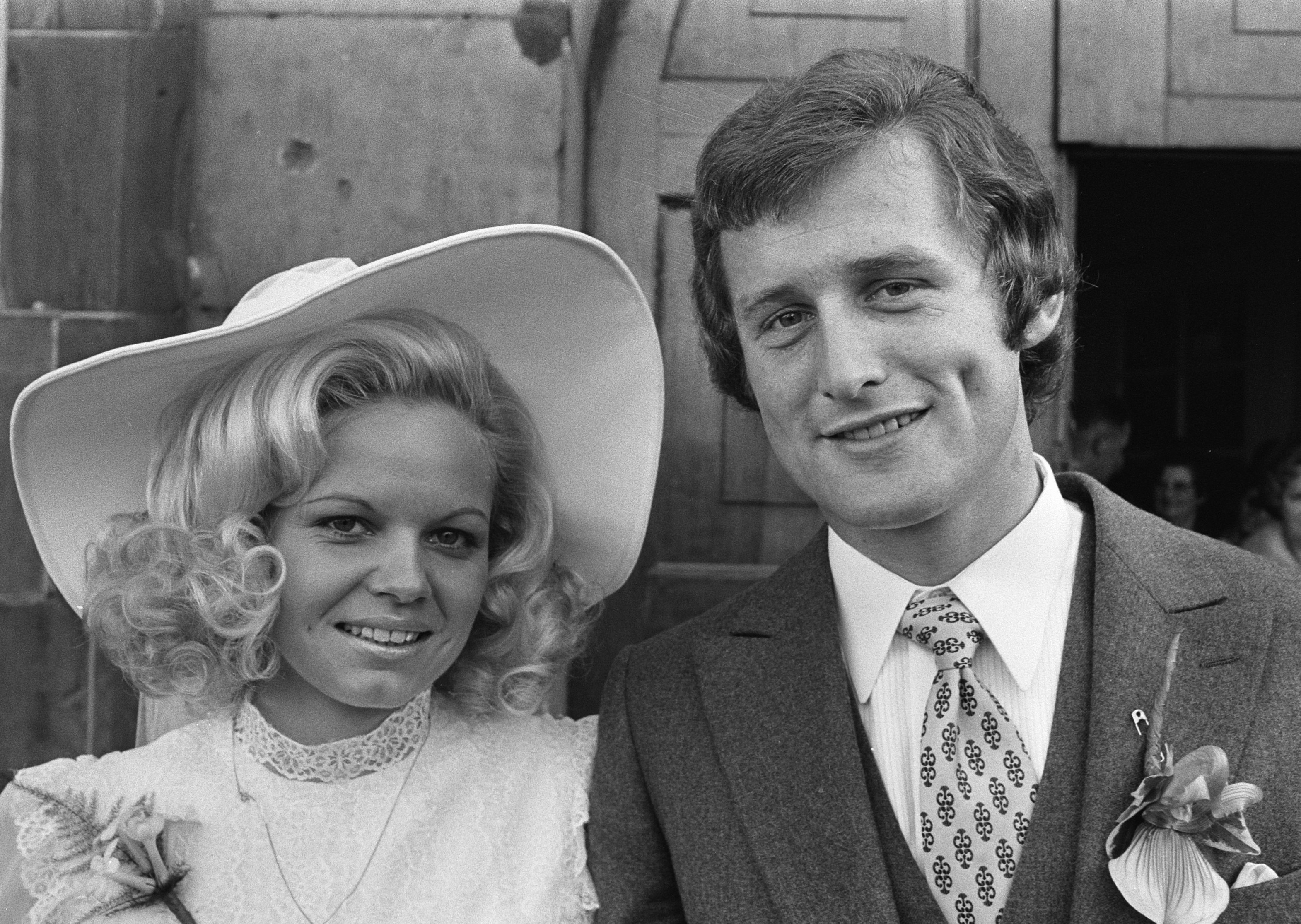
Hans van der Pleijm

- Peter Uneken
- Danny Verbeek
- Paul Verhaegh
- Joost Volmer
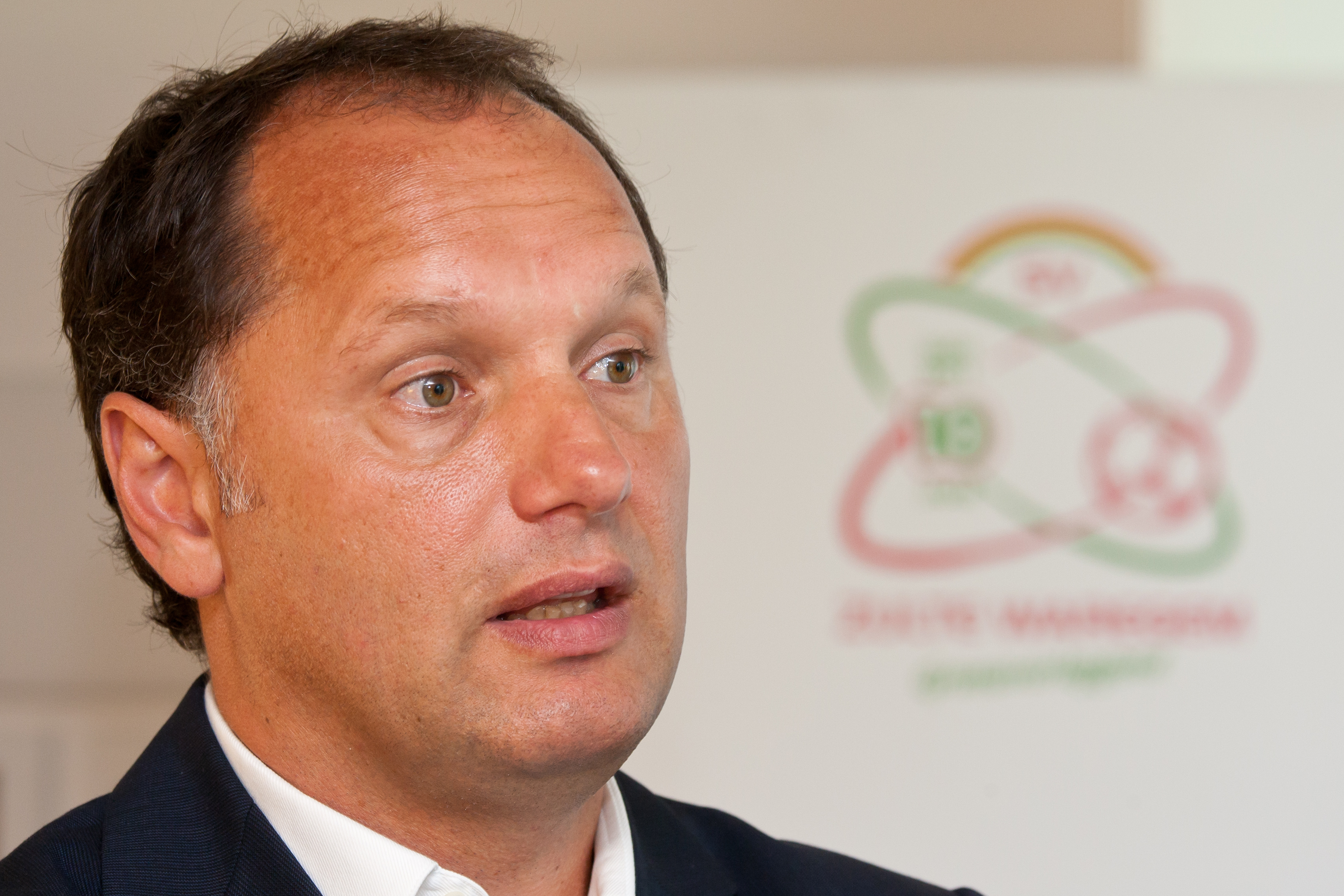
Hans Vonk
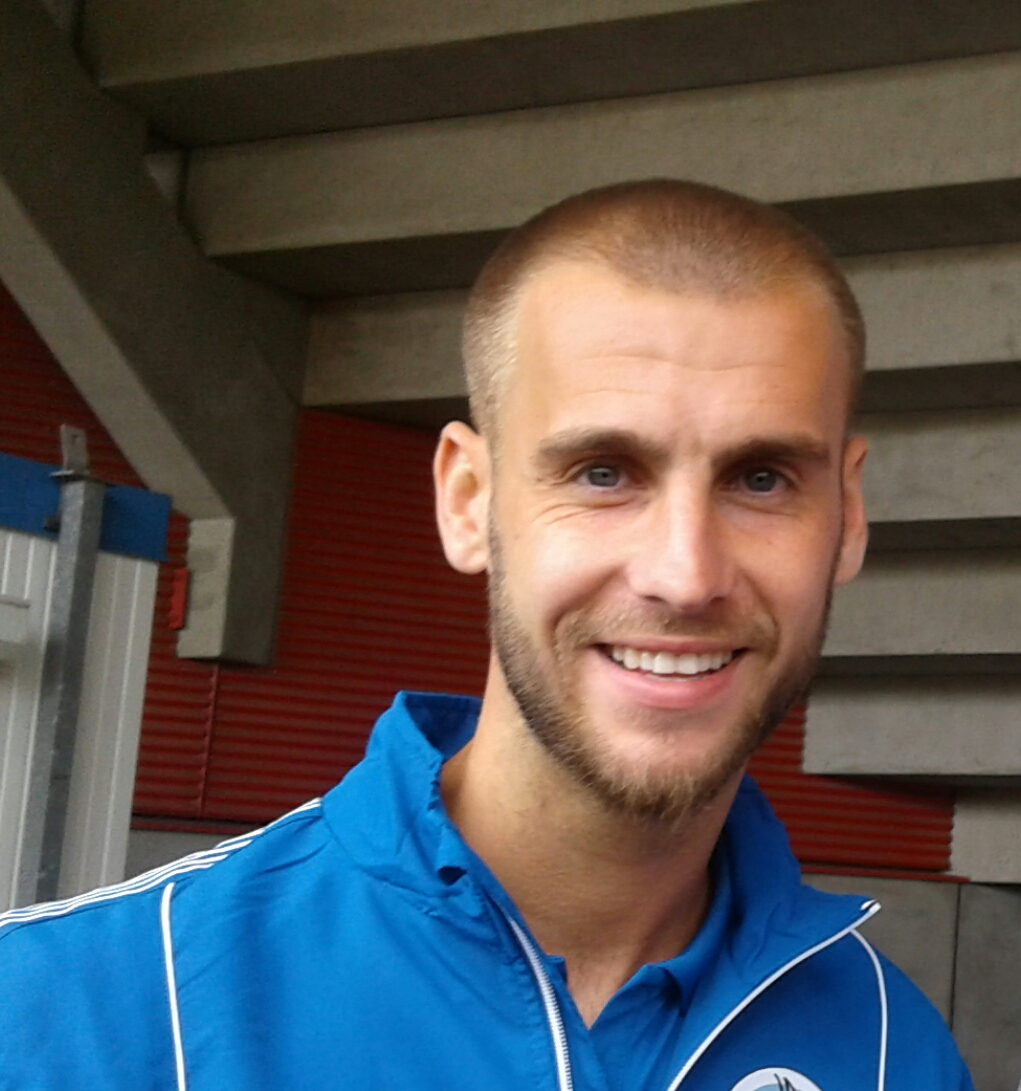
Danny Verbeek
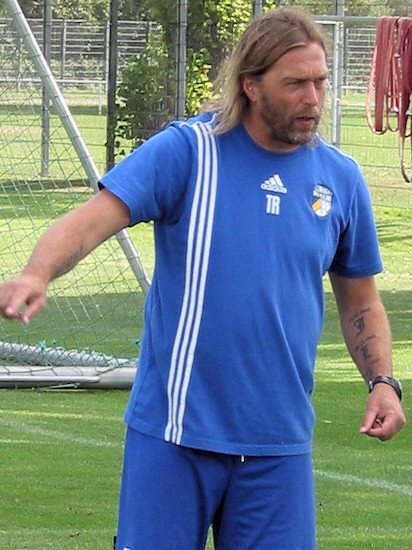
René van Eck
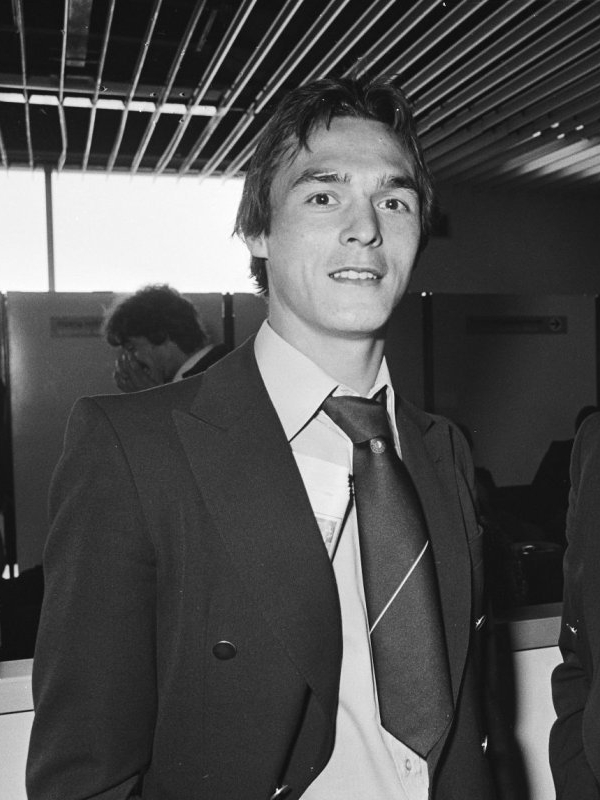
Jan Peters
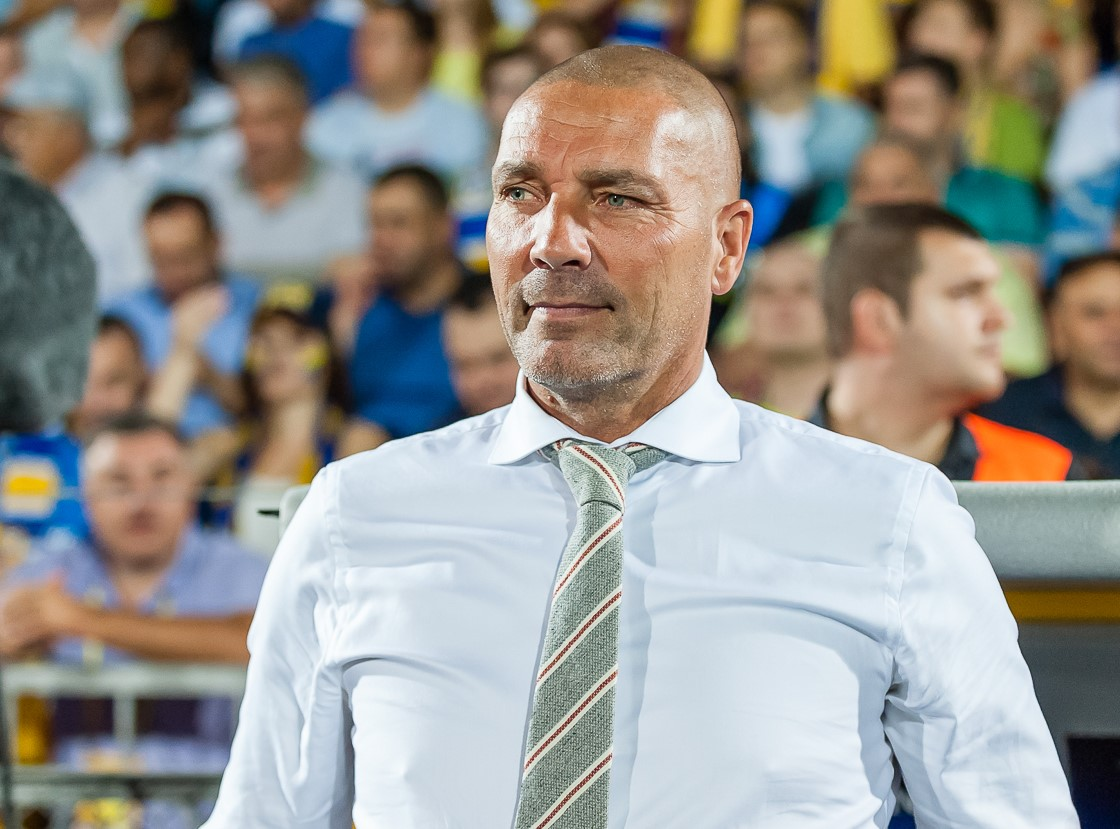
Hendrie Krüzen

- Michel Vorm
- Thijs Waterink
- Tom van Weert
- Rob Wielaert
- Christopher Wreh

- Ruud van Nistelrooij
- Arnold Scholten
- Hans van der Pleijm
- Hans Gillhaus
- Danny Verbeek
- René van Eck
- Jan Peters
- Hendrie Krüzen

### Topscorers
- 1965/66:  Frans Olde Riekerink (16)
- 1966/67:  Frans Olde Riekerink (14)
- 1967/68:  Ben Tinus (17)
- 1968/69:  Eef Mulders (9)
- 1969/70:  Eef Mulders (10)
- 1970/71:  Leo Ouwens (11)
- 1971/72:  Ilija Mitić (9)
- 1972/73:  Dick Beek (5)
- 1973/74:  Dick Beek (6)
000000 :  Volker Graul (6)
- 1974/75:  Jos Peltzer (10)
- 1975/76:  Jos Peltzer (10)
- 1976/77:  Jan Peters (18)
- 1977/78:  Jan Peters (19)
- 1978/79:  Bert Nijdam (9)
- 1979/80:  Arie Romijn (16)
- 1980/81:  Arie Romijn (10)
- 1981/82:  Arie Romijn (16)
- 1982/83:  Wim van der Horst (17)
- 1983/84:  Wim van der Horst (14)
- 1984/85:  Peter van der Waart (12)
- 1985/86:  Hans Gillhaus (16)
- 1986/87:  Hans Gillhaus (17)
- 1987/88:  Hendrie Krüzen (12)
- 1988/89:  Mart van Duren (15)
- 1989/90:  Peter Barendse (7)
- 1990/91:  Jack de Gier (23)
- 1991/92:  Geert Brusselers (13)
- 1992/93:  Dirk Jan Derksen (10)
- 1993/94:  Stefan Jansen (14)
- 1994/95:  Orpheo Keizerweerd (7)
- 1995/96:  Anthony Lurling (19)
- 1996/97:  Ruud van Nistelrooy (12)
- 1997/98:  Thijs Waterink (14)
- 1998/99:  Harry van der Laan (30)
- 1999/00:  Henk Vos (10)
- 2000/01:  Bart Van den Eede (23)
- 2001/02:  Bart Van den Eede (14)
- 2002/03:  Stefan Jansen (20)
- 2003/04:  Stefan Jansen (25)
- 2004/05:  Koen van de Laak (6)
- 2005/06:  Berry Powel (19)
- 2006/07:  Frank Demouge (12)
- 2007/08:  Koen van der Biezen (17)
- 2008/09:  Adnan Barakat (13)
- 2009/10:  Fabio Caracciolo (19)
- 2010/11:  John Verhoek (10)
- 2011/12:  Tom van Weert (14)
- 2012/13:  Tom van Weert (17)
- 2013/14:  Erik Quekel (19)
- 2014/15:  Anthony Lurling (6)
000000 :  Alexander Mols (6)
000000 :  Barry Maguire (6)
- 2015/16:  Arda Havar (8)
000000 :  Furghill Zeldenrust (8)
- 2016/17:  Romero Regales (8)
- 2017/18:  Niek Vossebelt (15)
- 2018/19:  Stefano Beltrame (14)
- 2019/20:  Ruben Rodrigues (12)
- 2020/21:  Jizz Hornkamp (20)
- 2021/22:  Roy Kuijpers (9)
- 2022/23:  Joey Konings (10)
- 2023/24:  Kacper Kostorz (16)
- 2024/25:  Byron Burgering (10)

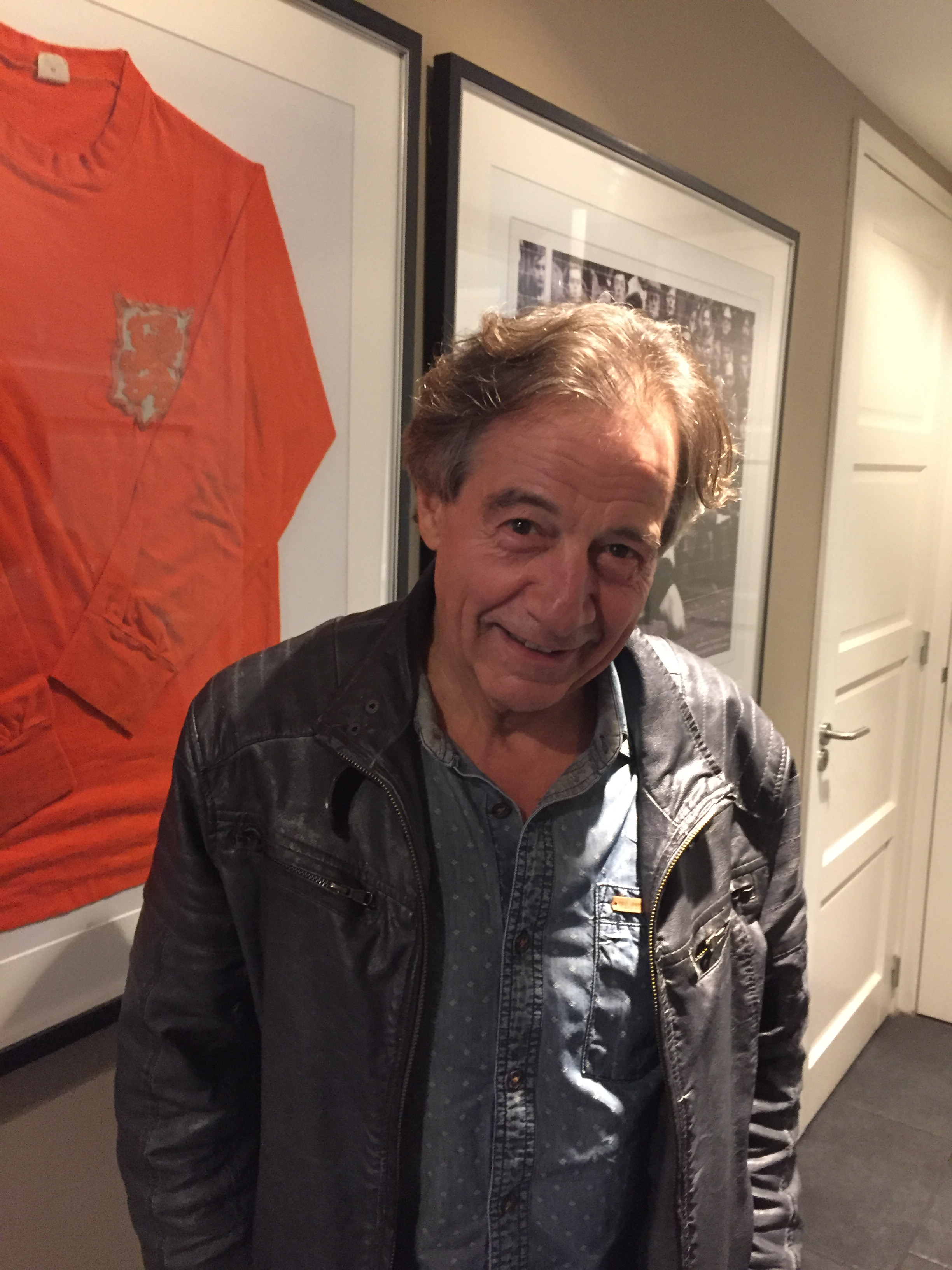
Eef Mulders
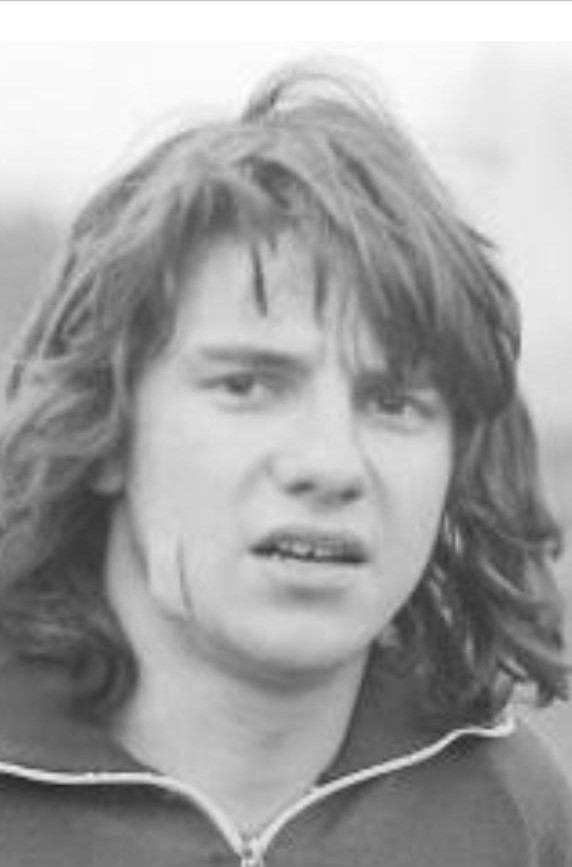
Jos Peltzer
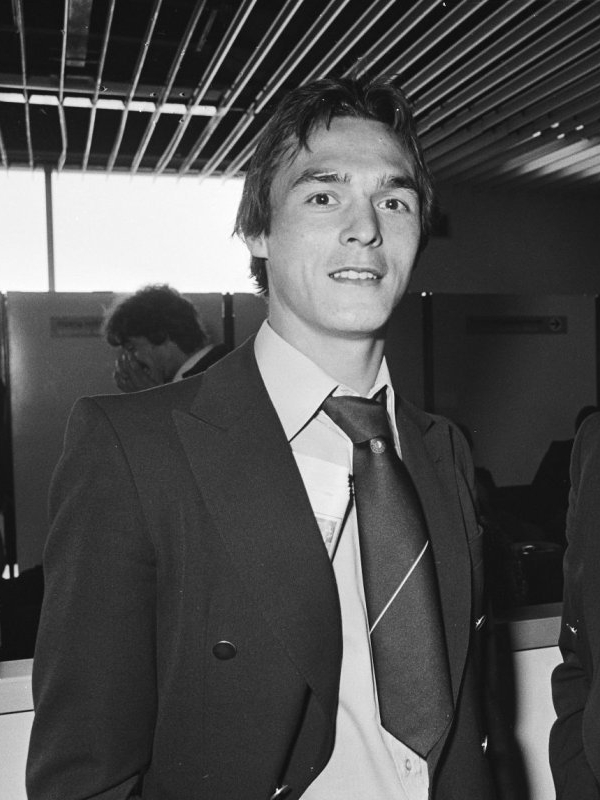
Jan Peters
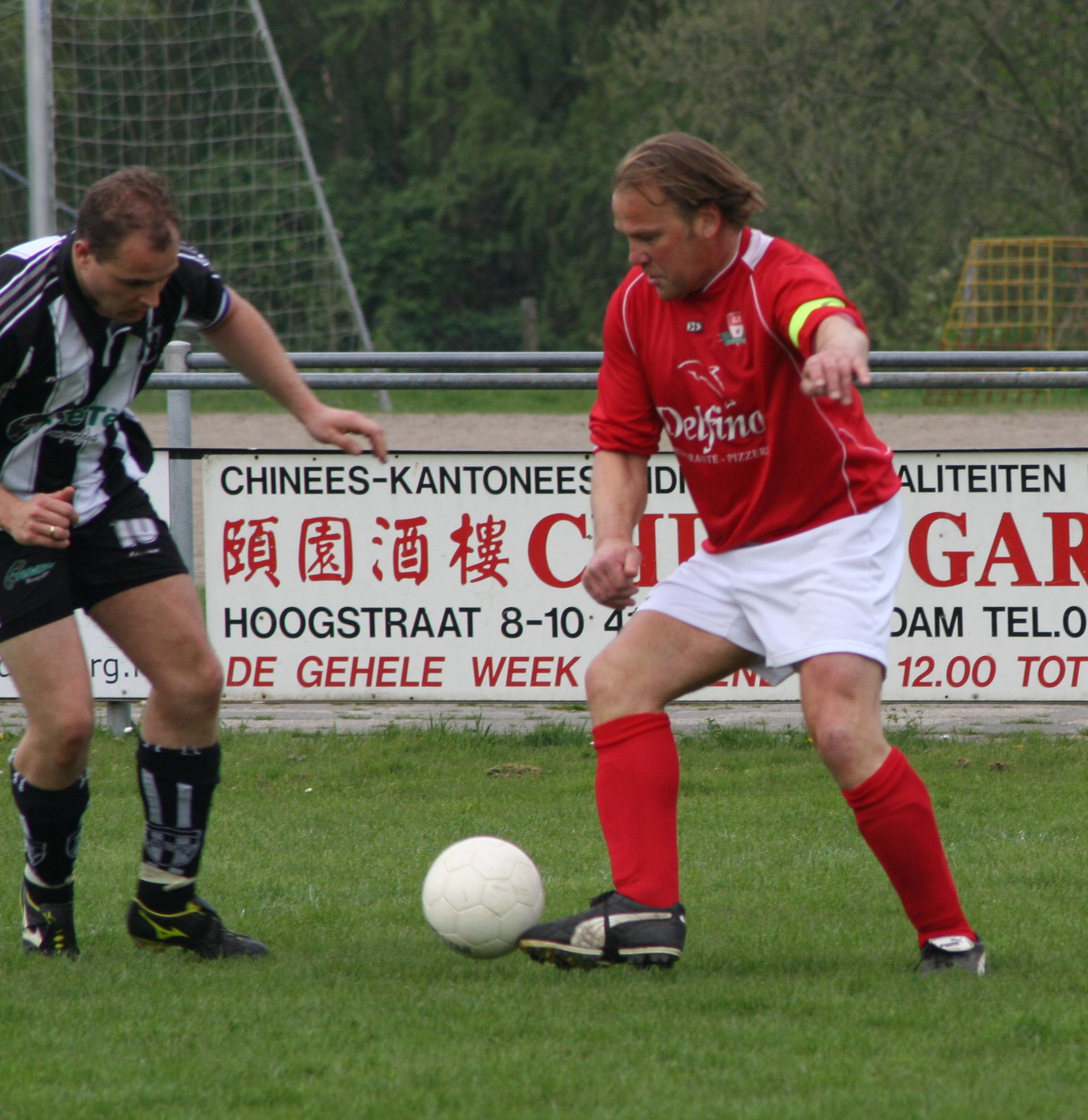
Arie Romijn
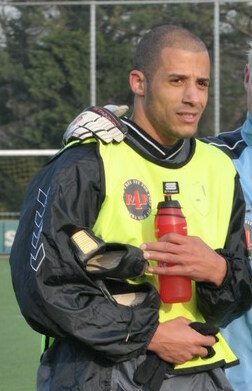
Berry Powel
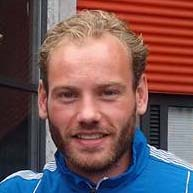
Niek Vossebelt
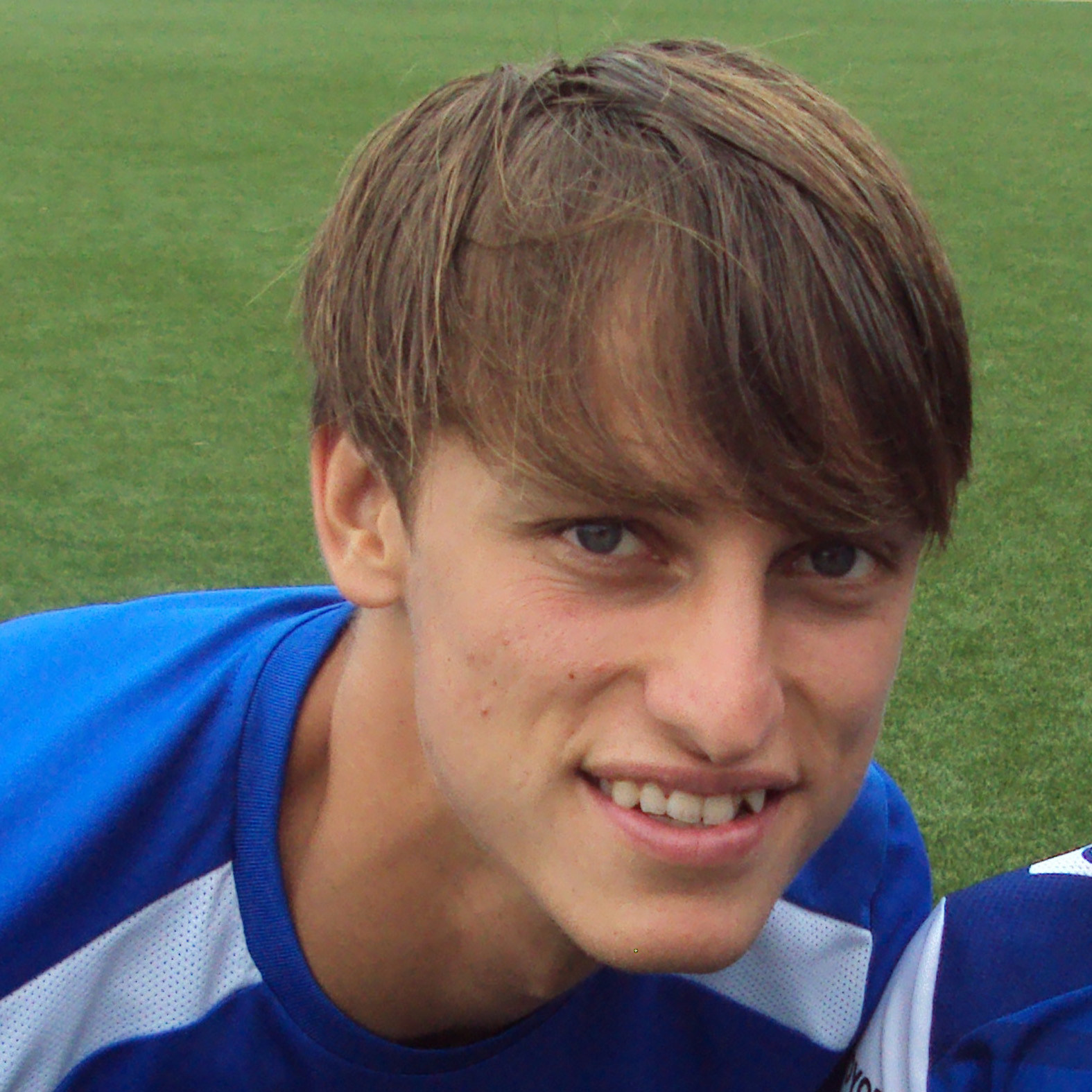
Stefano Beltrame
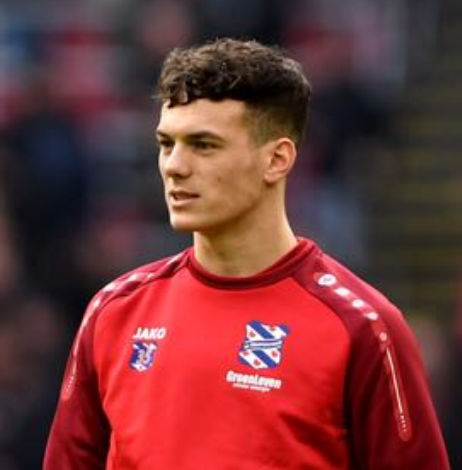
Jizz Hornkamp

### Trainers
- 1965–1970:  Ben Tap
- 1970–1974:  Jan Remmers
- 1974–1976:  Nol de Ruiter
- 1976–1978:  Ad Zonderland
- 1979–1980:  Rinus Gosens
- 0000–1981:  Ad Zonderland (a.i)
- 1981–1984:  Hans Verèl
- 1984–1986:  Rinus Israël
- 1986–1989:  Theo de Jong
- 1989–1990:  Rinus Israël
- 1990–1995:  Hans van der Pluijm
- 1995–1996:  Chris Dekker
- 1996–1998:  Kees Zwamborn
- 1998–2000:  Martin Koopman
- 0000–2000:  Mark Wotte
- 0000–2000:  André Wetzel
- 0000–2000:  Jan van Grinsven
000000000& Wiljan Vloet (a.i)
- 2000–2001:  Jan Poortvliet
- 2001–2002:  Wiljan Vloet
- 2002–2004:  Gert Kruys
- 2004–2005:  Henk Wisman
- 0000–2005:  Jan van Grinsven
0000000000 Fred van der Hoorn 
000000000& Wim van der Horst (a.i.)
- 2005–2009:  Theo Bos
- 0000–2009:  Jan van Grinsven
0000000000 Fred van der Hoorn 
000000000& Arnold Scholten (a.i)
- 2009–2010:  Marc Brys
- 2010–2012:  Alfons Groenendijk
- 2012–2013:  Jan Poortvliet
- 2013–2015:  Ruud Kaiser
- 2015–2016:  René van Eck
- 2016–2017:  Wiljan Vloet
- 2017–2019:  Wil Boessen
- 0000–2019:  Erik van der Ven
000000000& Paul Beekmans (a.i)
- 2019–2021:  Erik van der Ven
- 0000–2021:  William van Overbeek
000000000& Paul Verhaegh (a.i)
- 2021–2023:  Jack de Gier
- 2023–2024:  Tomasz Kaczmarek
- 0000–2024:  William van Overbeek (a.i.)
- 202400000:  David Nascimento
- 202400000:  Ulrich Landvreugd (a.i.)
- 2024–0000:  Ulrich Landvreugd

### FC Den Bosch en het Nederlands elftal
In de historie heeft slechts één speler namens FC Den Bosch in het Nederlands voetbalelftal gespeeld. Hendrie Krüzen debuteerde namens de Bosschenaren op 16 december 1987 in de EK-kwalificatiewedstrijd in en tegen Griekenland. Deze wedstrijd won Nederland met 3–0. In totaal zou Krüzen namens de Bosschenaren drie interlands spelen van zijn in totaal vijf interlands. Namens FC Den Bosch was hij onderdeel van de selectie van het Nederlands elftal, dat onder leiding van Rinus Michels Europees kampioen werd tijdens het EK 1988.

### Internationals
Spelers die tijdens hun periode bij FC Den Bosch één of meerdere A-interlands speelden voor hun land.
 Afghanistan

- Najim Haidary (2019–2022)

 Barbados

- Ryan Trotman (2021)

 Canada

- Frank Sturing (2021)

 Curaçao

- Jurich Carolina (2019)
- Kevin Felida (2021–2022) (2025-heden)
- Shuremy Felomina (2012)

 Estland

- Rauno Sappinen (2018–2019)
- Markus Soomets (2025)

 Finland

- Niki Mäenpää (2008–2009)
- Leo Väisänen (2018–2020)

 Irak

- Osama Rashid (2011)

 Liberia

- Christopher Wreh (2000)

 Litouwen

- Vykintas Slivka (2015–2016)

 Nederland

- Hendrie Krüzen (1987–1988)

 Sint Maarten

- T-Shawn Illidge (2023–2025)

 Soedan

- Sheddy Barglan (2023–heden)

 Somalië

- Abdulsamed Abdullahi (2019)